# نوز آرت
نوز آرت (به انگلیسی: Nose art) نشان و طرحی هنری است که اکثراً روی دماغه و جلوی هواگردها طراحی می‌شود. همچنین در جریان جنگ جهانی دوم
، انگلیس و آلمان نازی بر روی بعضی از شناورهای خود نیز از نوز آرت استفاده می‌کردند.

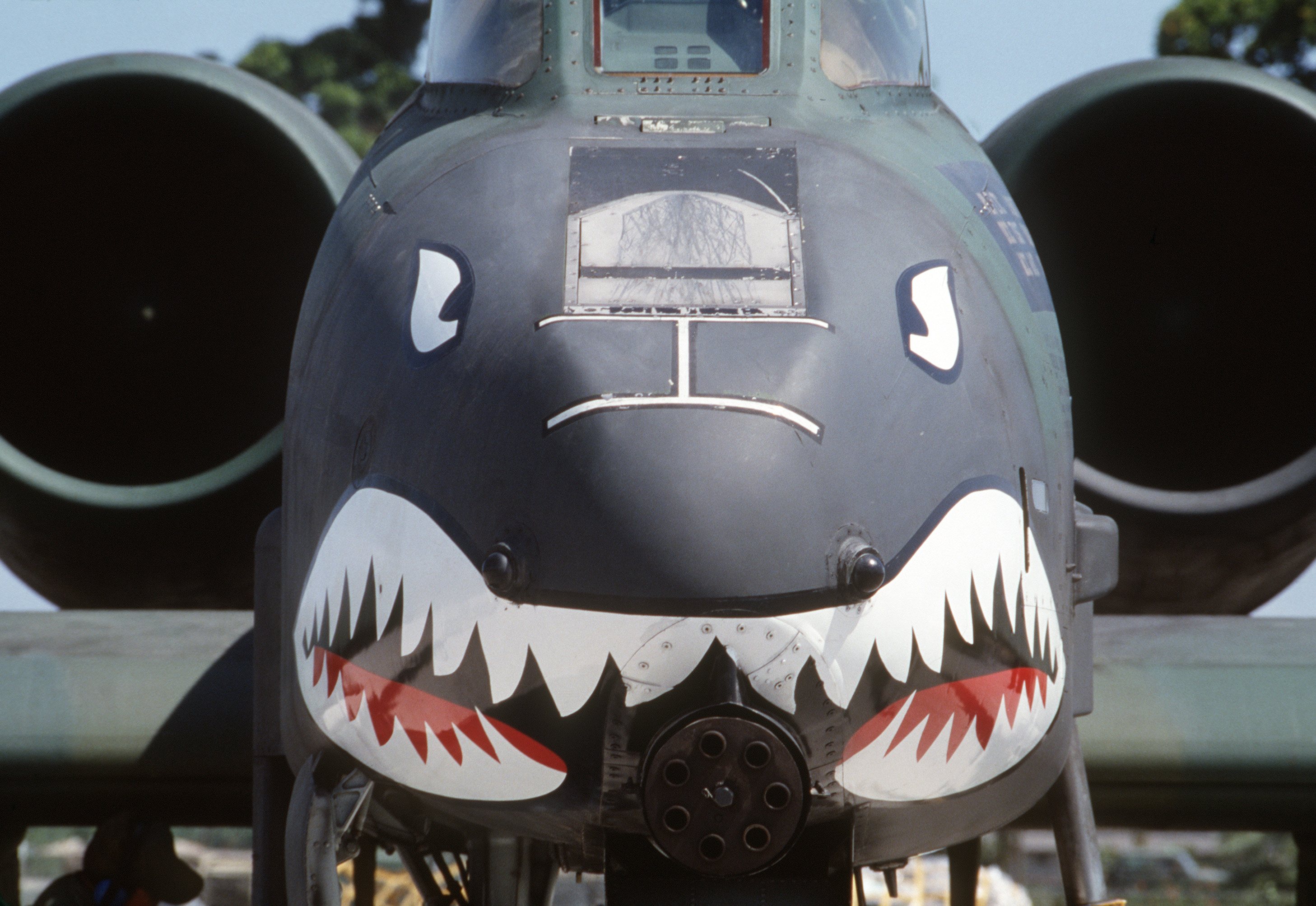
ای-۱۰ با نوز آرت آرواره کوسه

## تاریخچه
اولین نوز آرت در سال ۱۹۱۳ بر روی یک ایتالیایی طراحی شد. همچنین در جربان جنگ جهانی اول اسکادران ۹۴ نیروی هوایی ایالات متحده نیز از نوز آرت کلاه در حلقه استفاده کردند، این نوز آرت‌ها اغلب روی بدنه و بعد از جایگاه خلبان طراحی می‌شدند.

## معروف‌ترین نوز آرت‌های دنیا
معروفترین نوز آرت‌ها در جریان جنگ جهانی دوم مربوط به برترین خلبانان آن زمان بود، خلبانانی همچون: اریش هارتمان، جانی جانسن، چاک یگر و...
معروف‌ترین نوز آرت‌های حال حاضر اف ۴های آمریکا در جریان جنگ ویتنام، و ای ۱۰ تاندبولت در جریان جنگ خلیج فارس هستند.
در ایران نیز فانتوم‌های پایگاه ششم شکاری بوشهر از نوز آرت آرواره‌های کوسه استفاده می‌کنند.

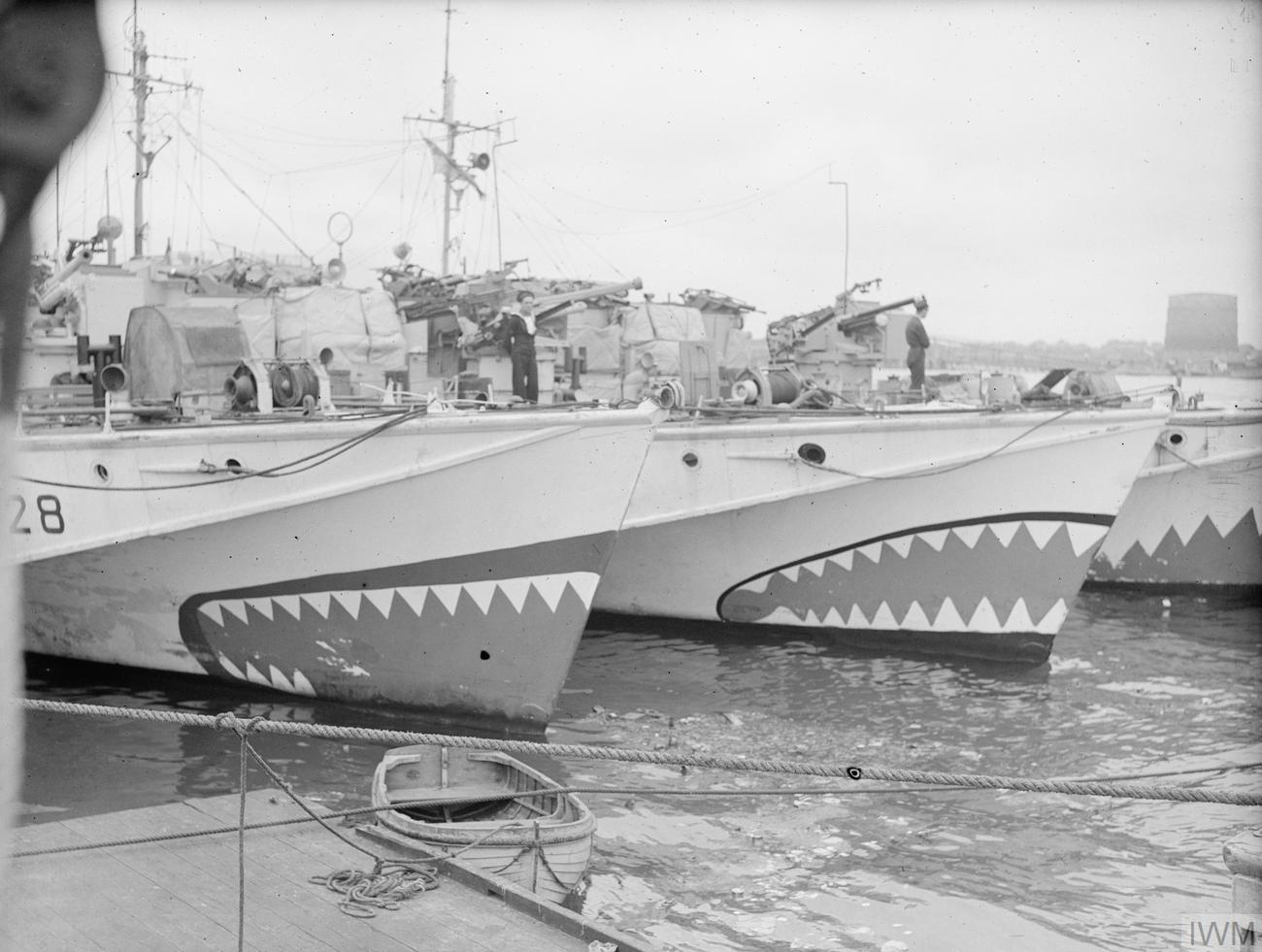
قایق‌های انگلیسی سال ۱۹۴۴

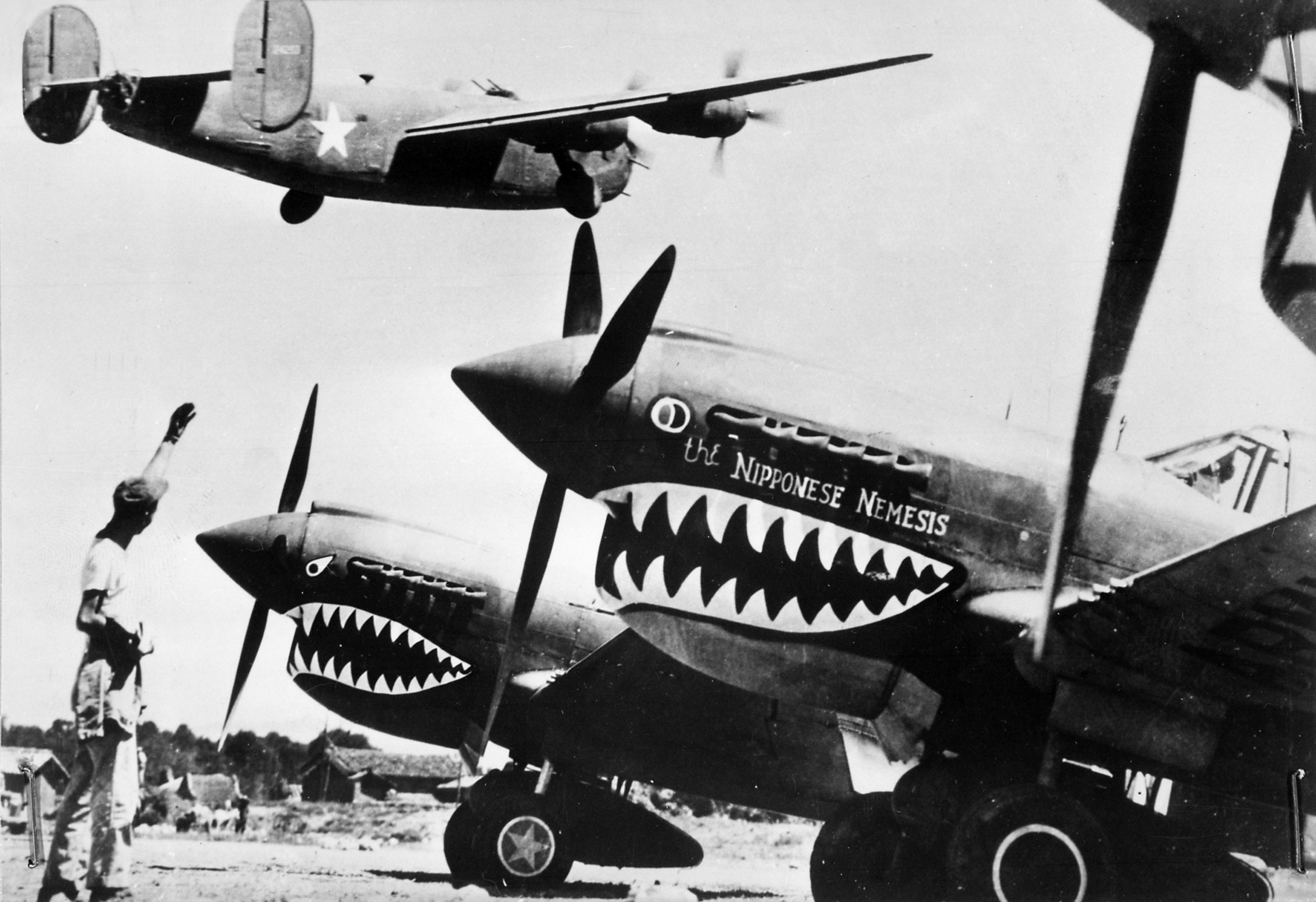
پی ۴۰ با نوز آرت آرواره کوسه

## نگارخانه

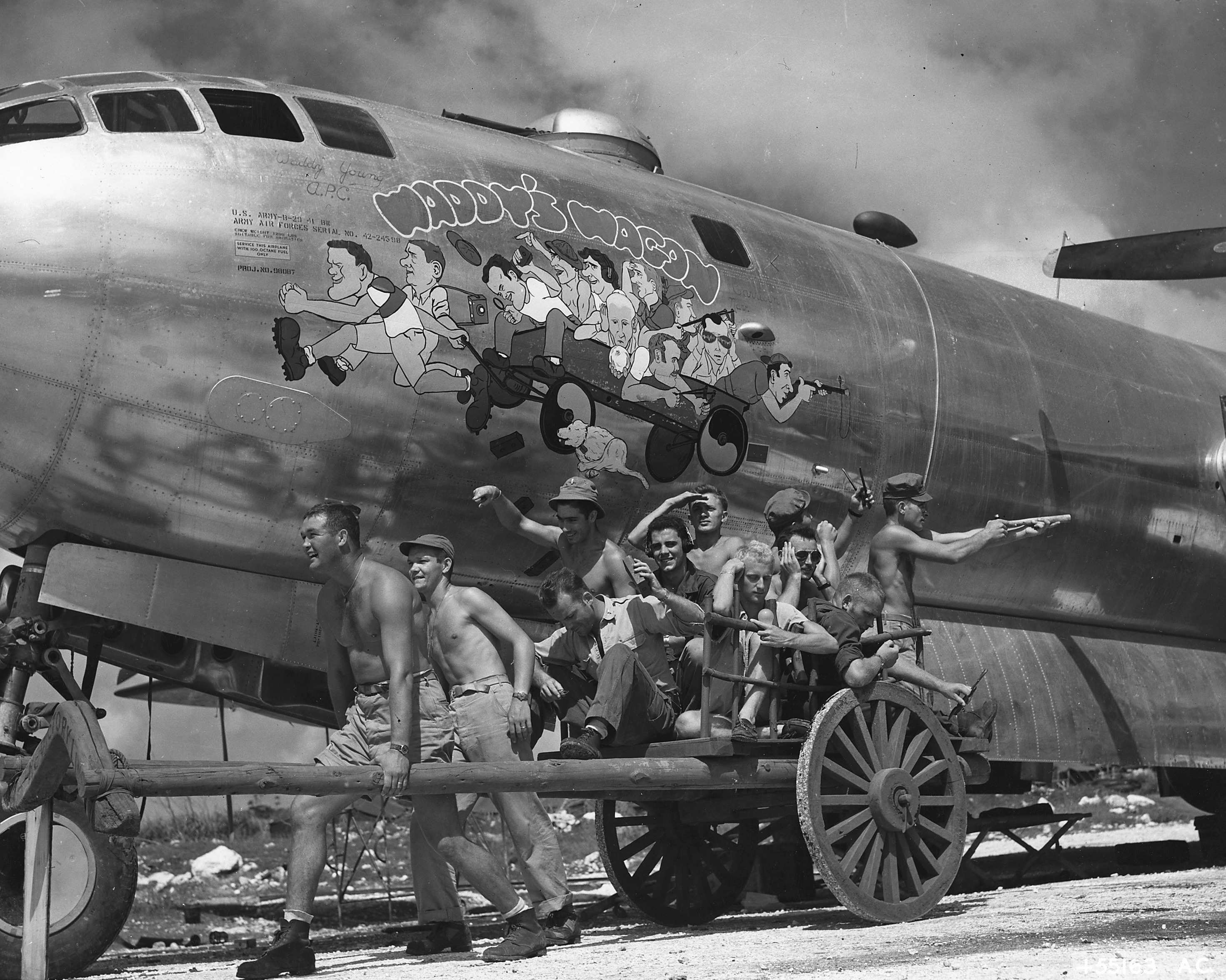
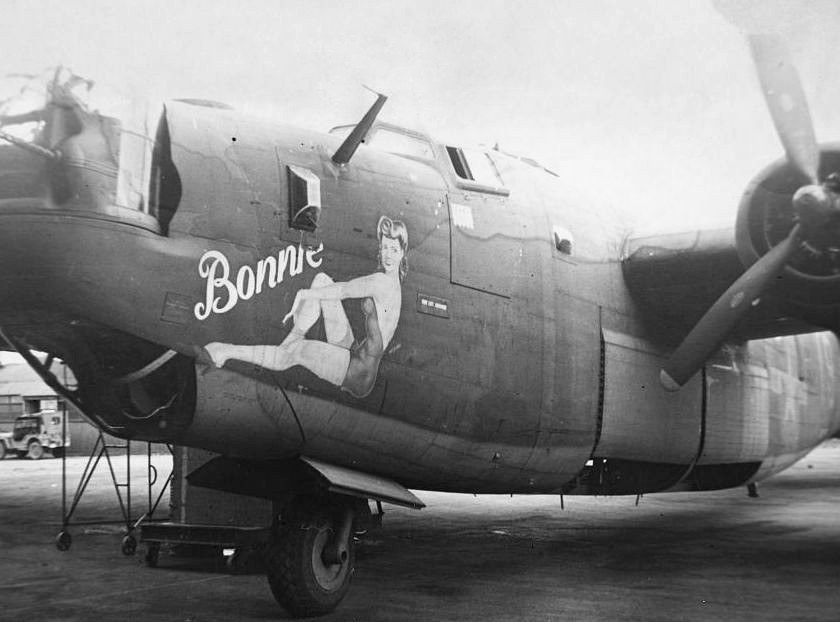
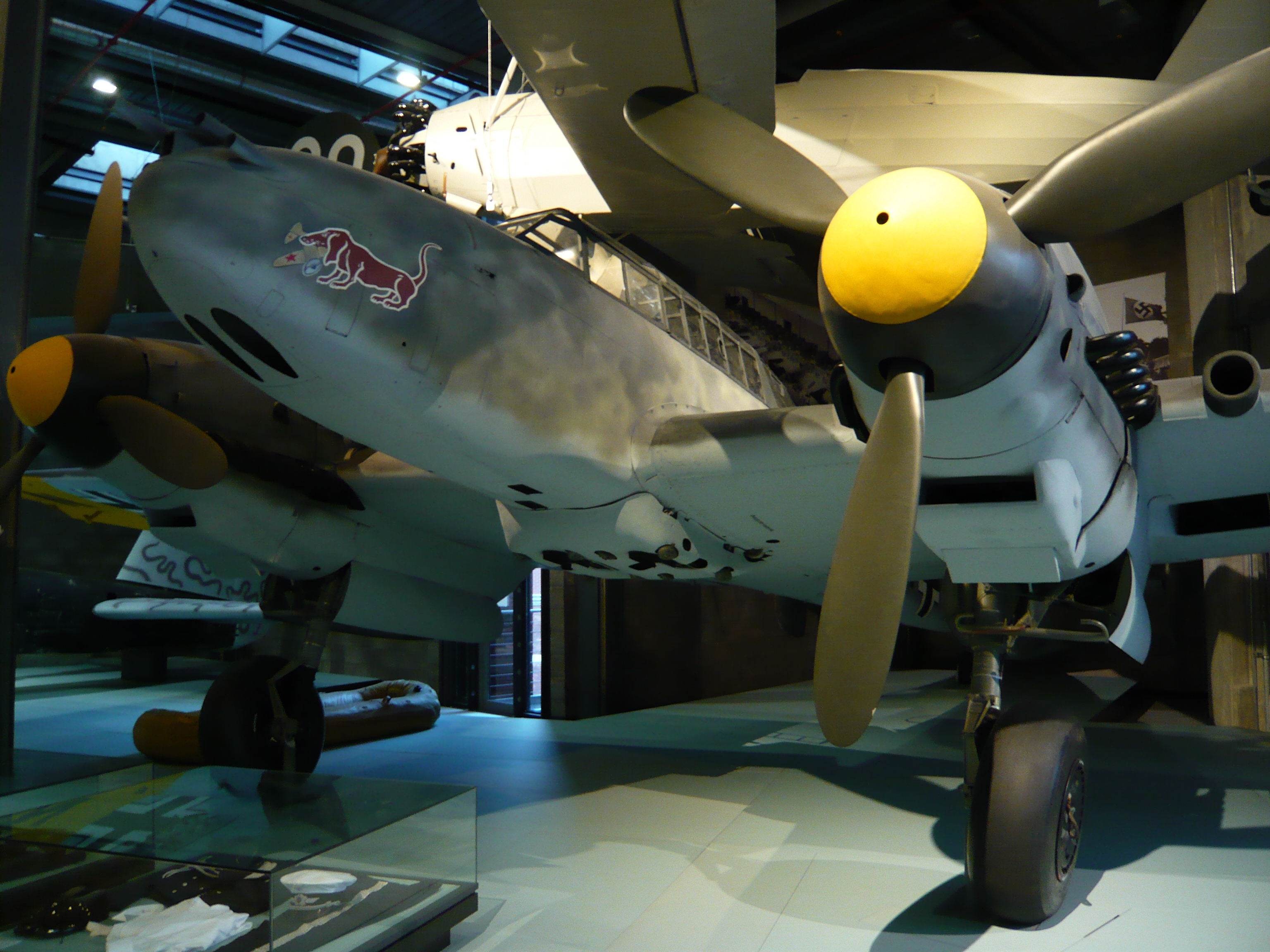
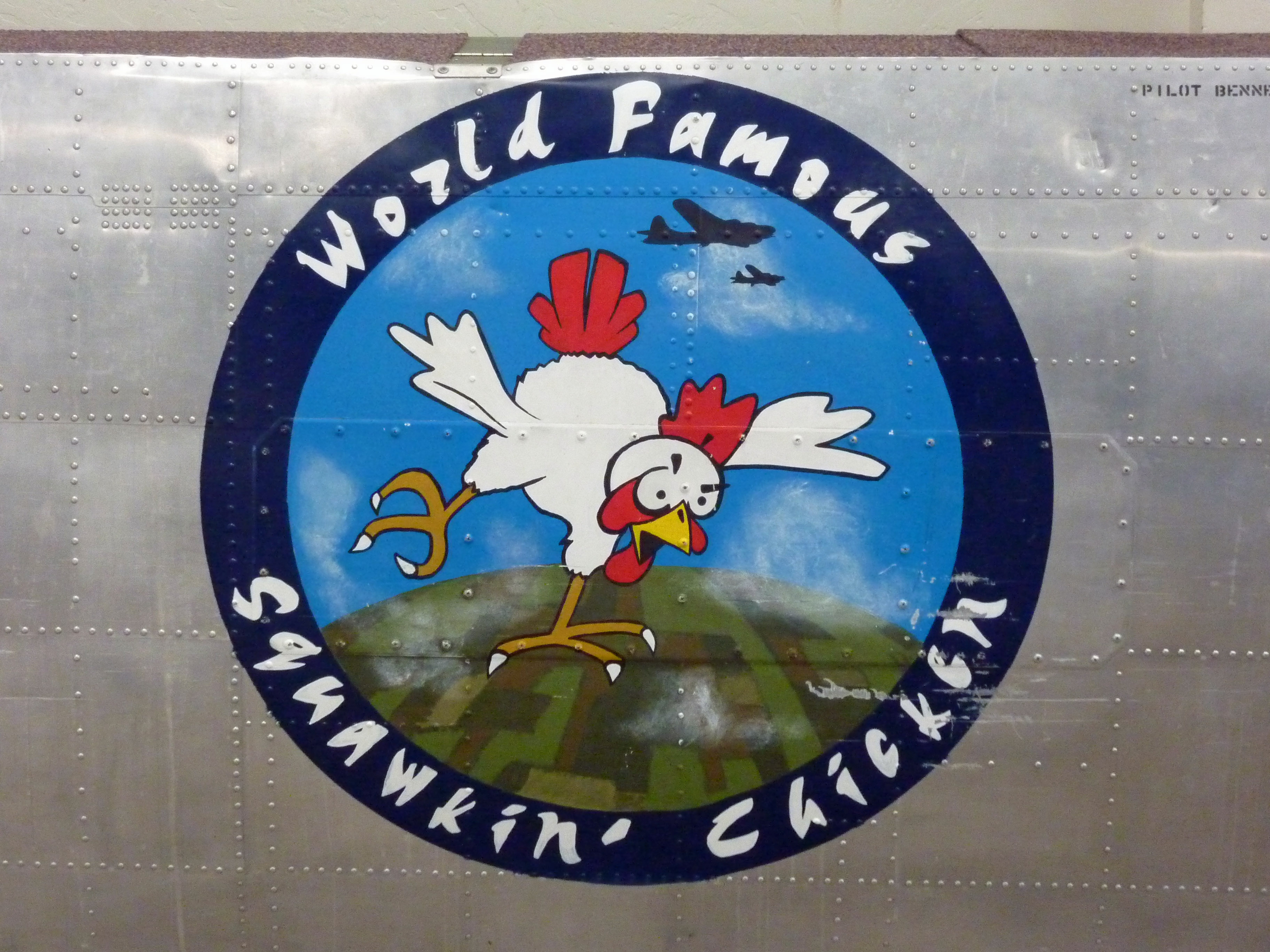
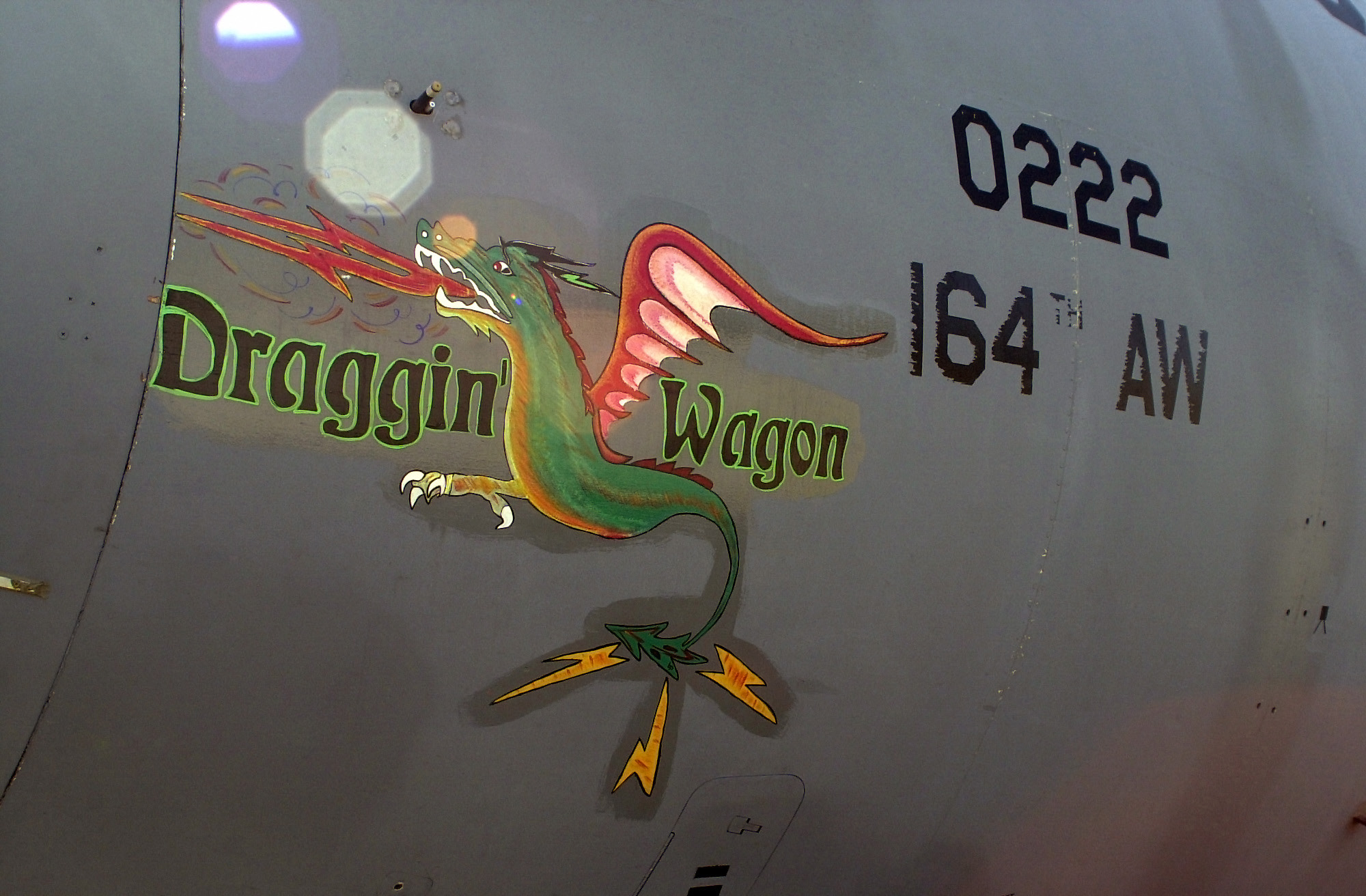
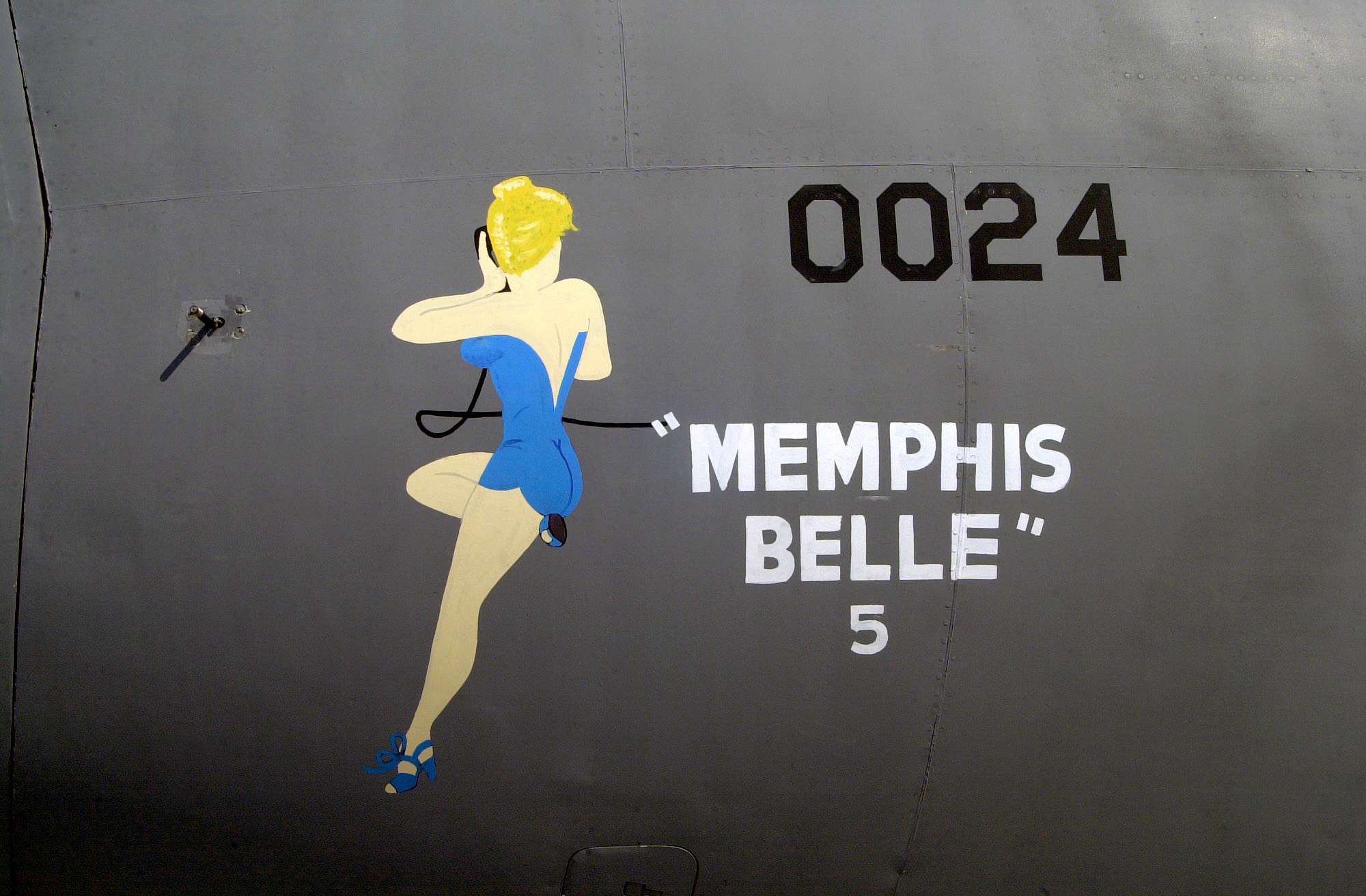
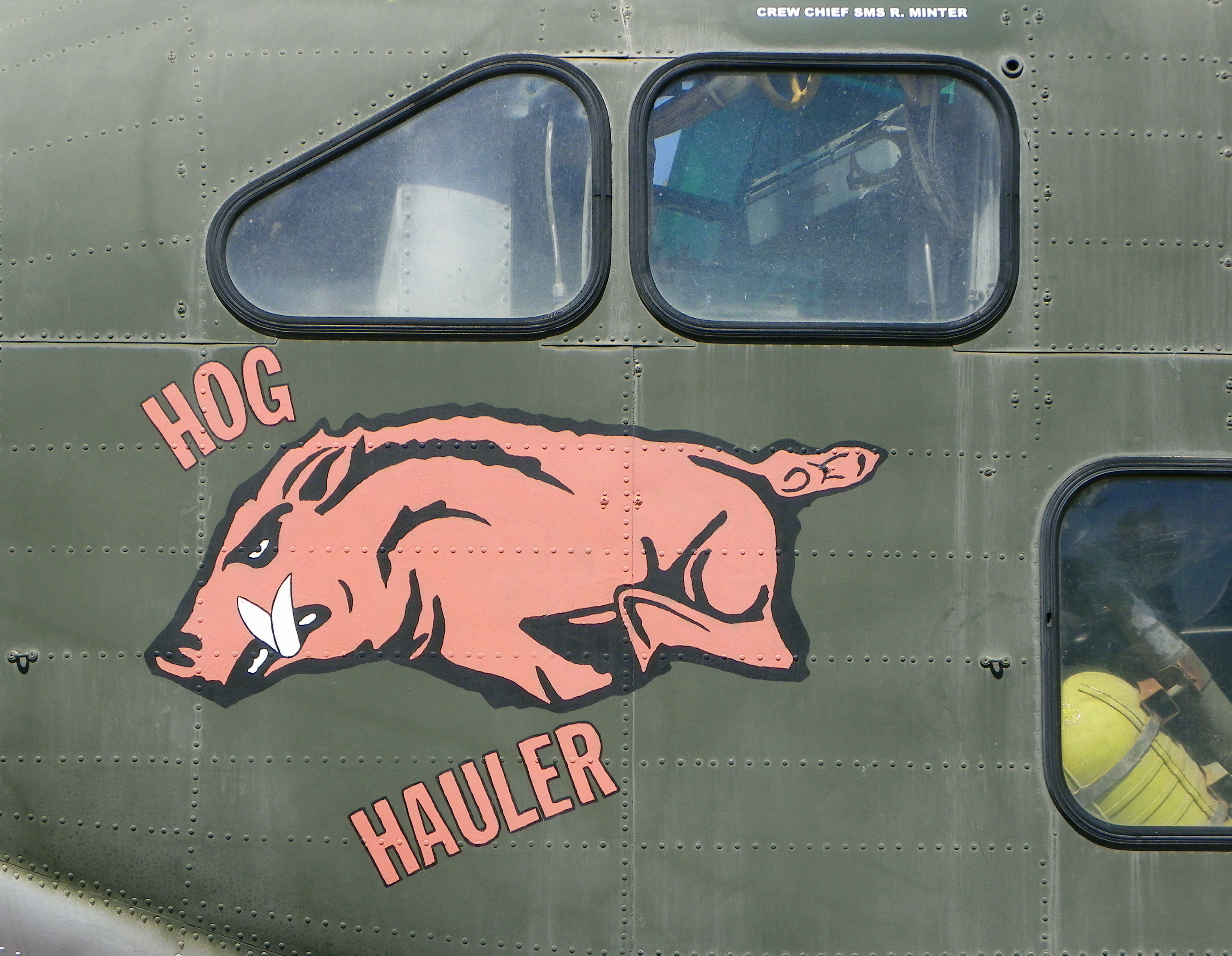
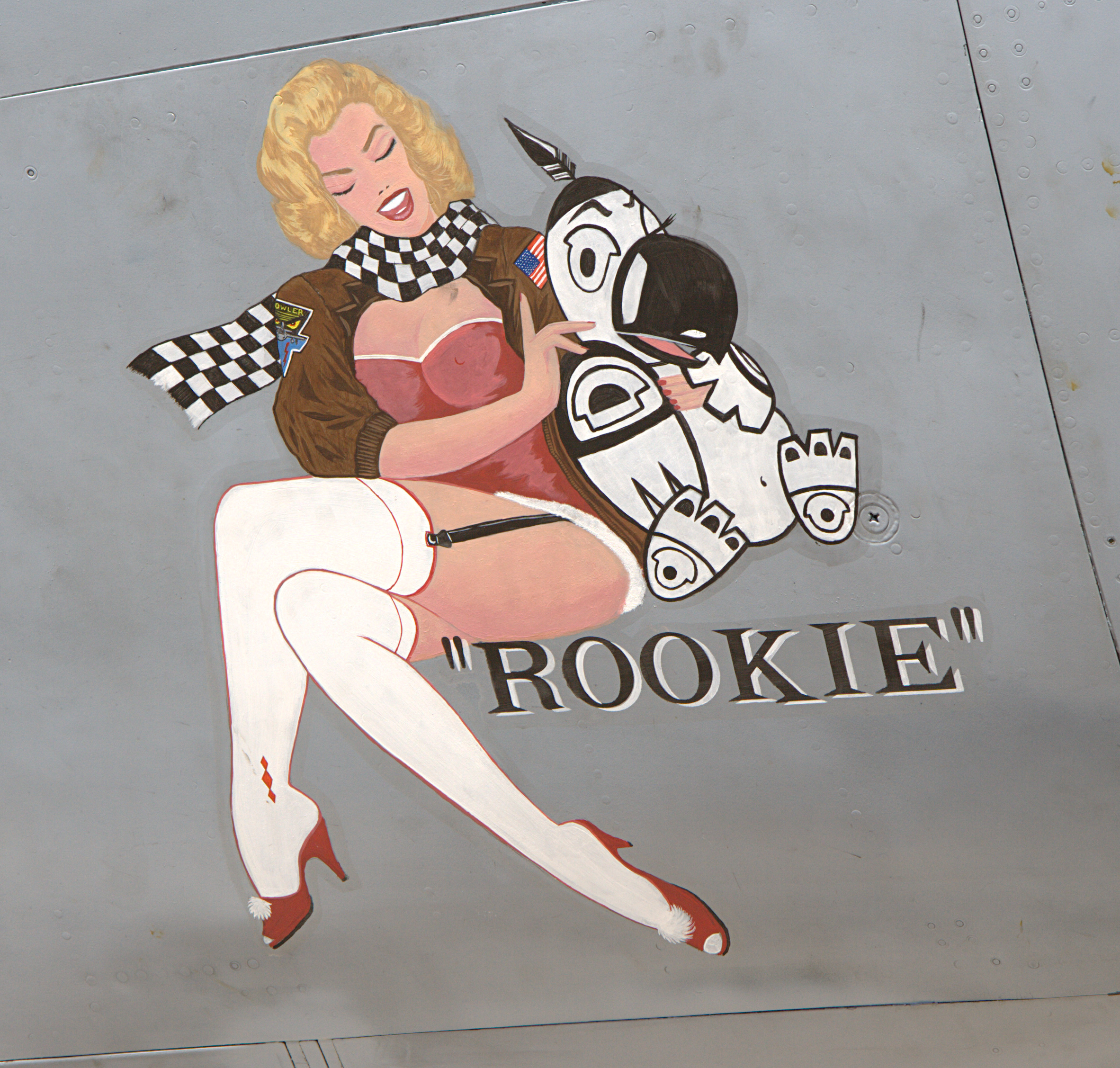
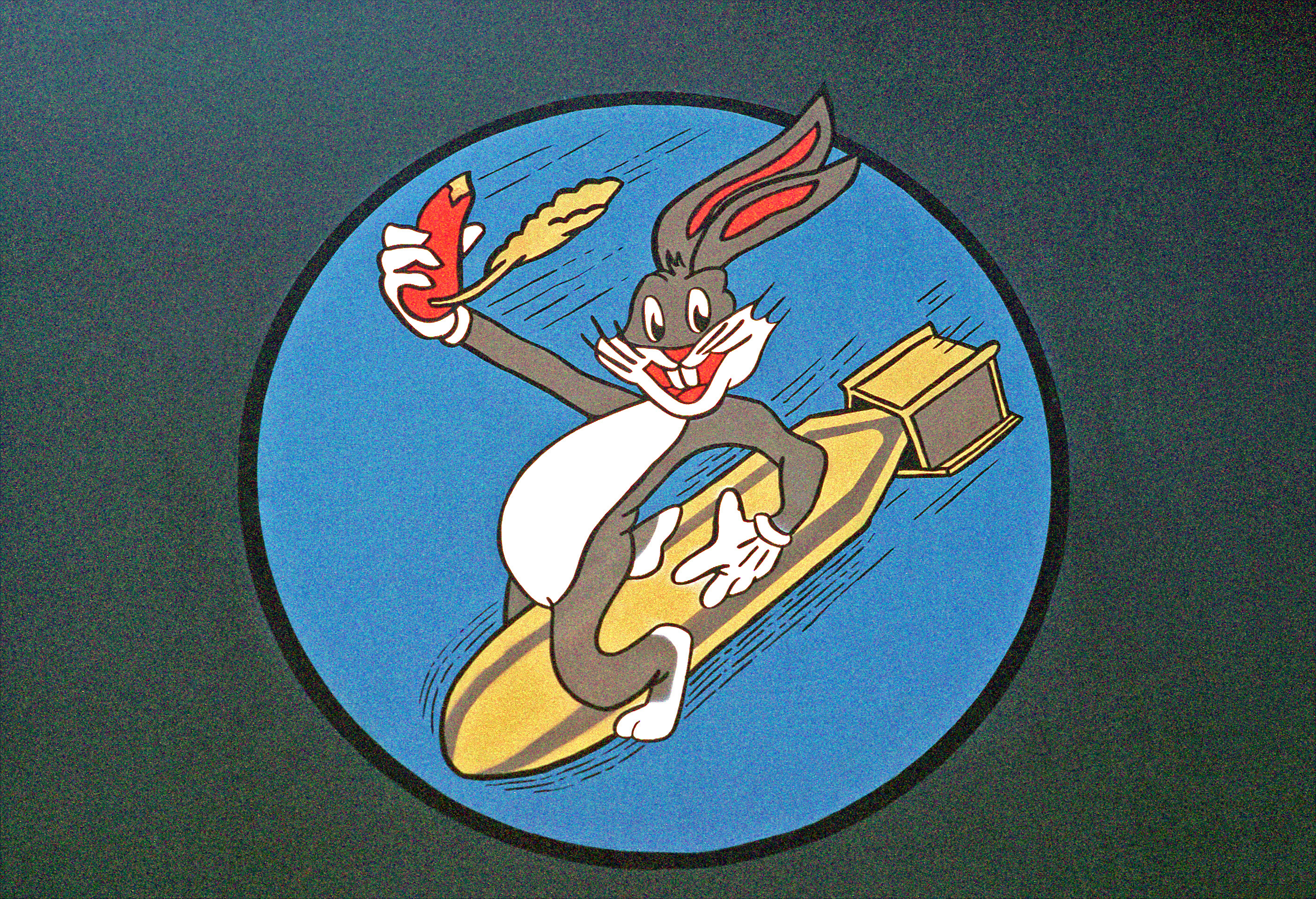
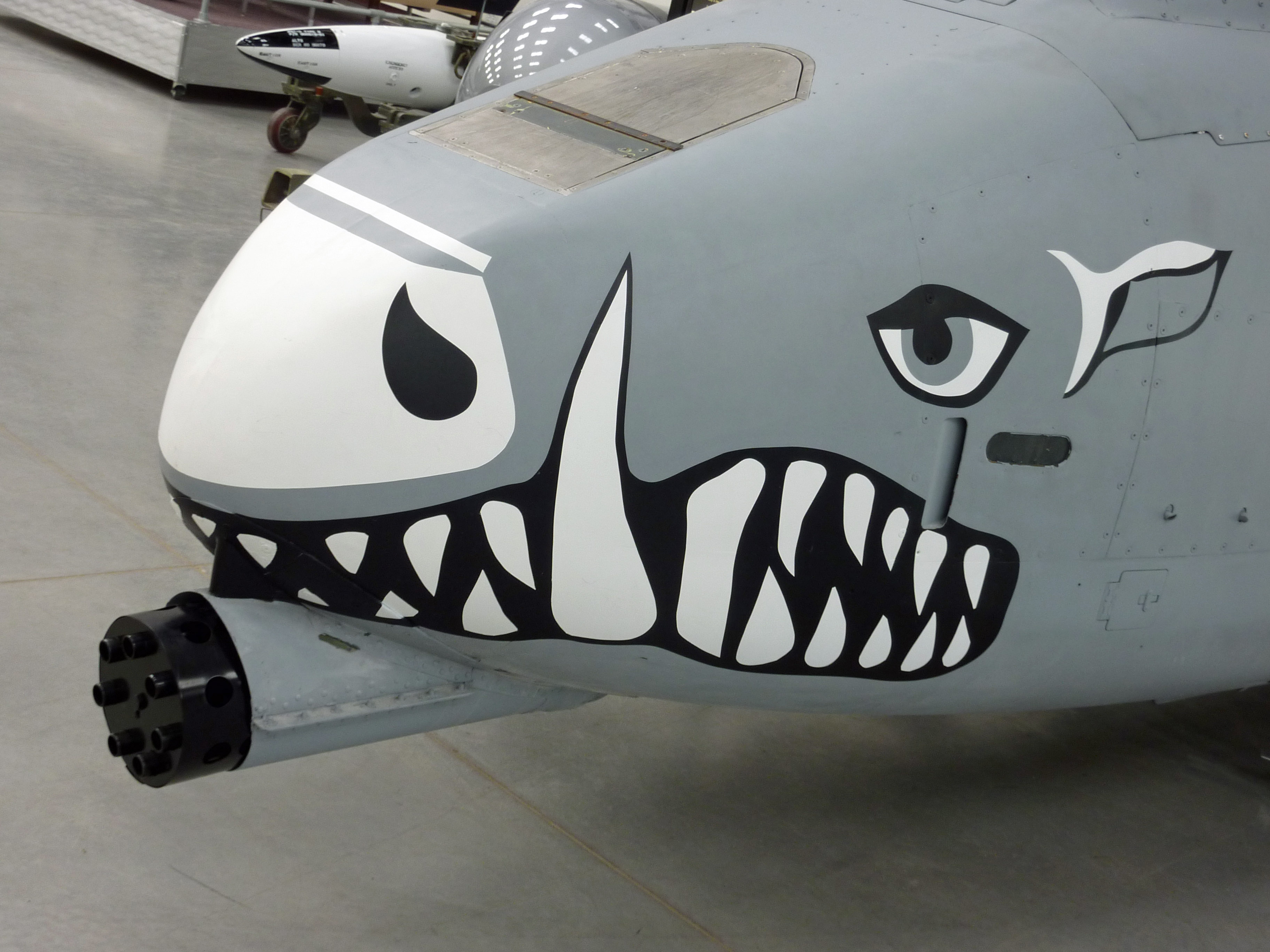
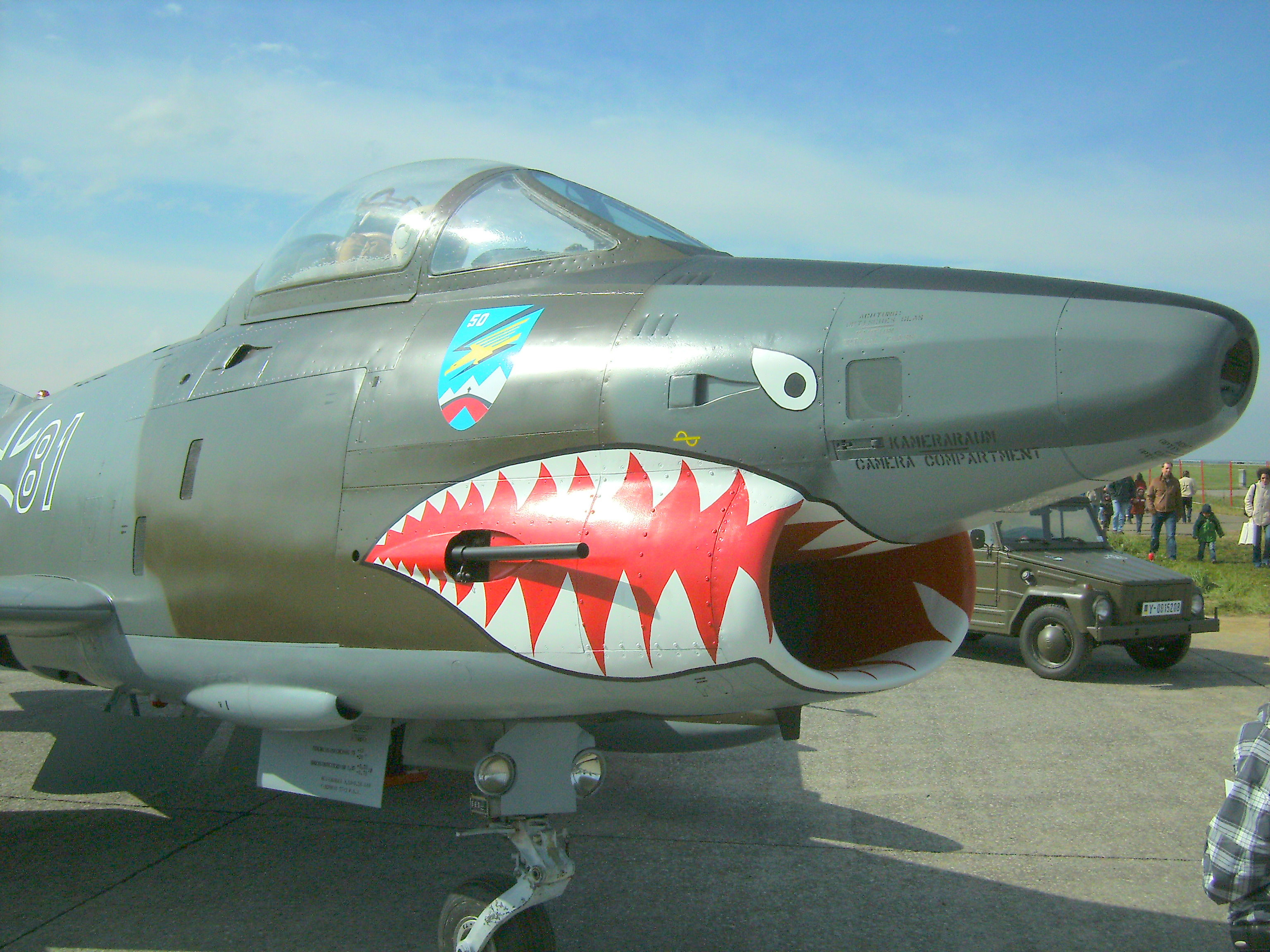
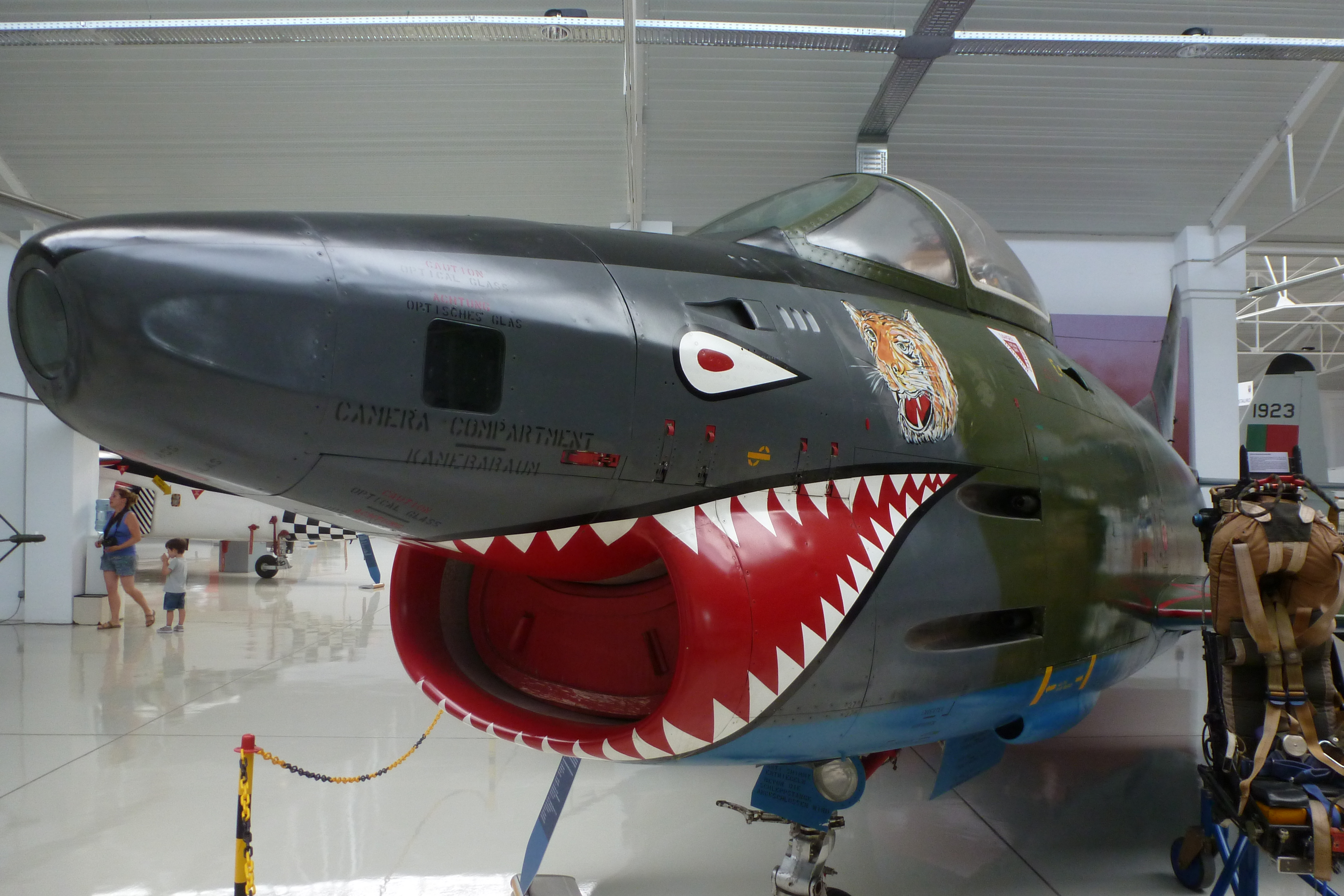
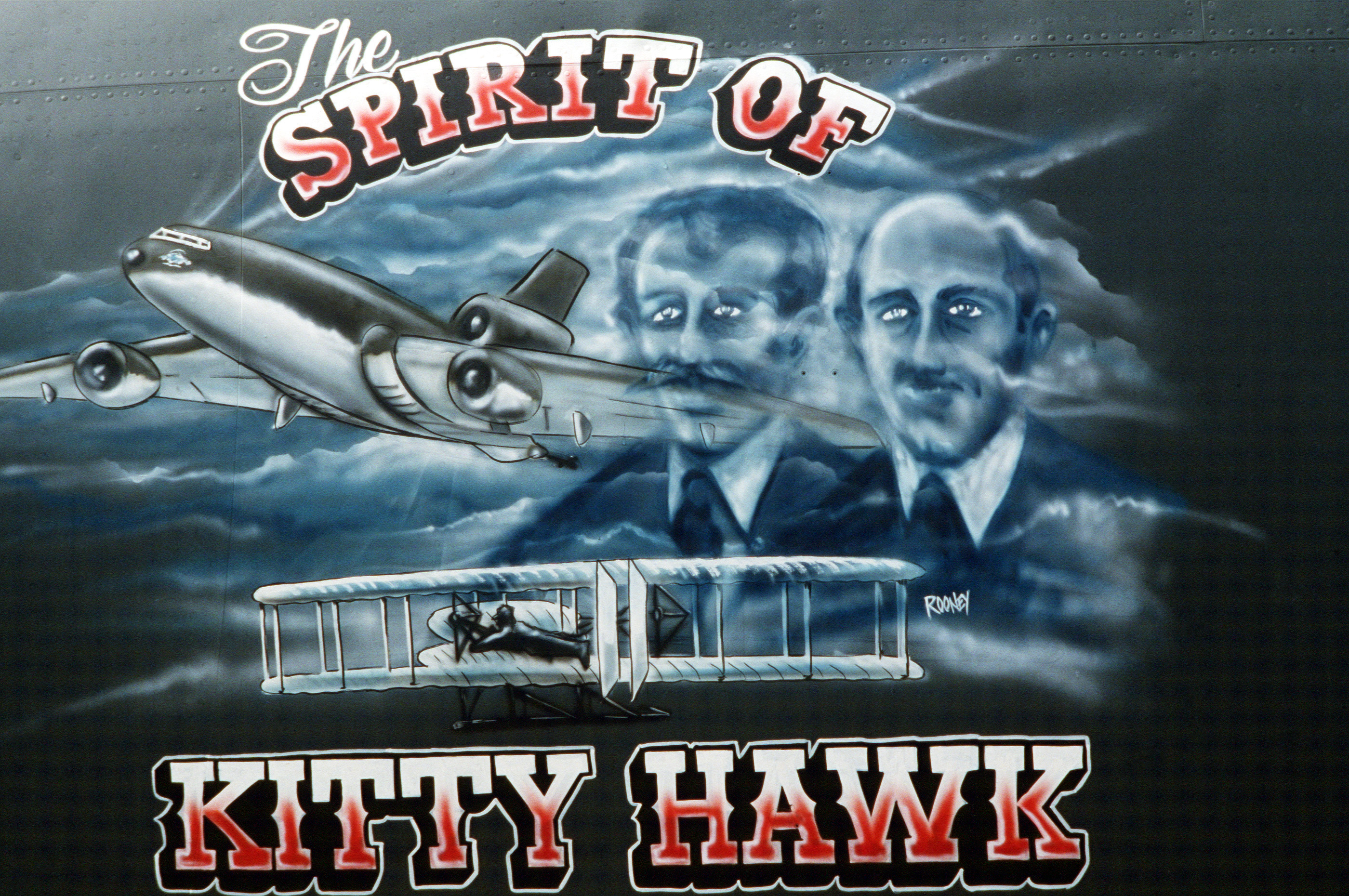
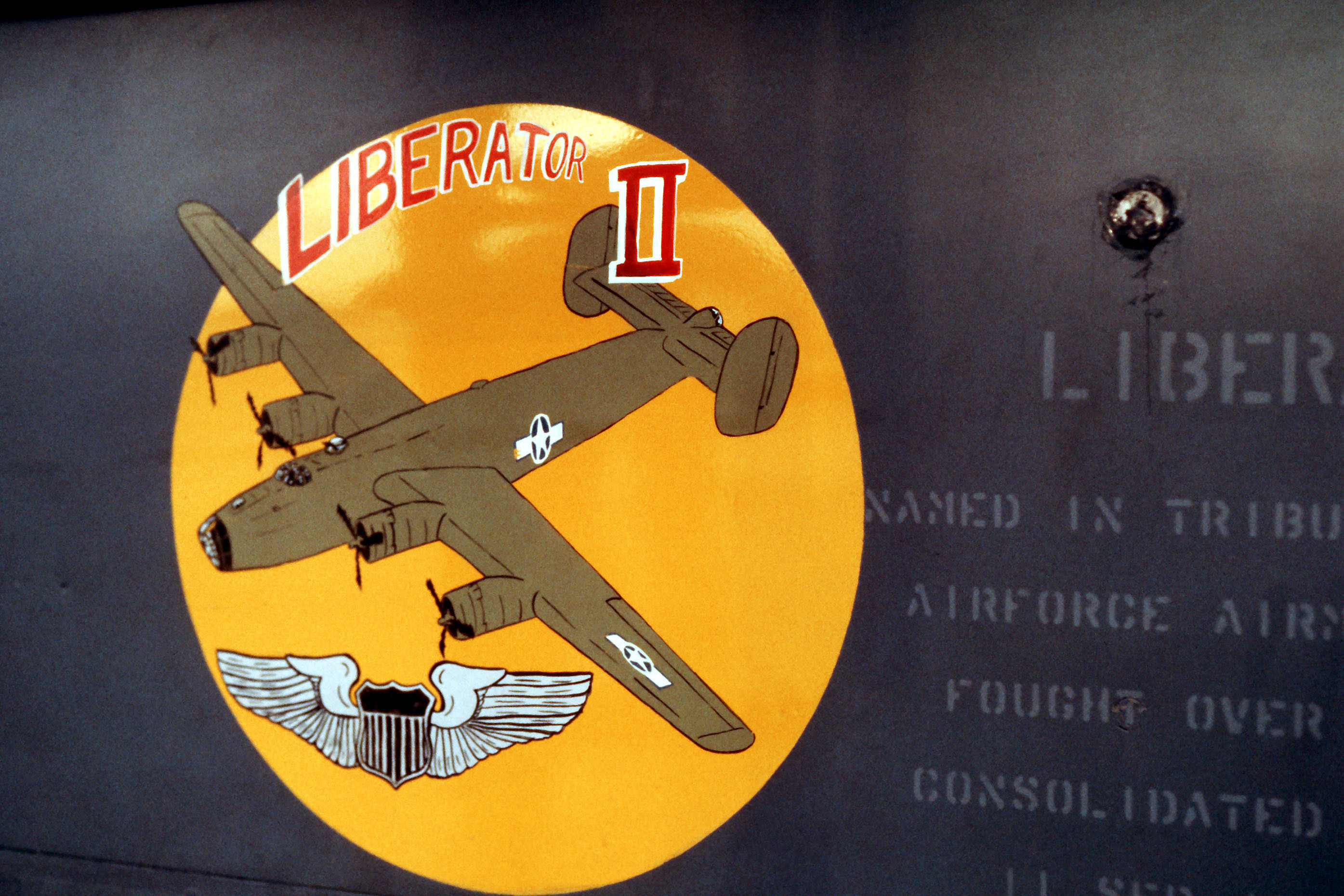
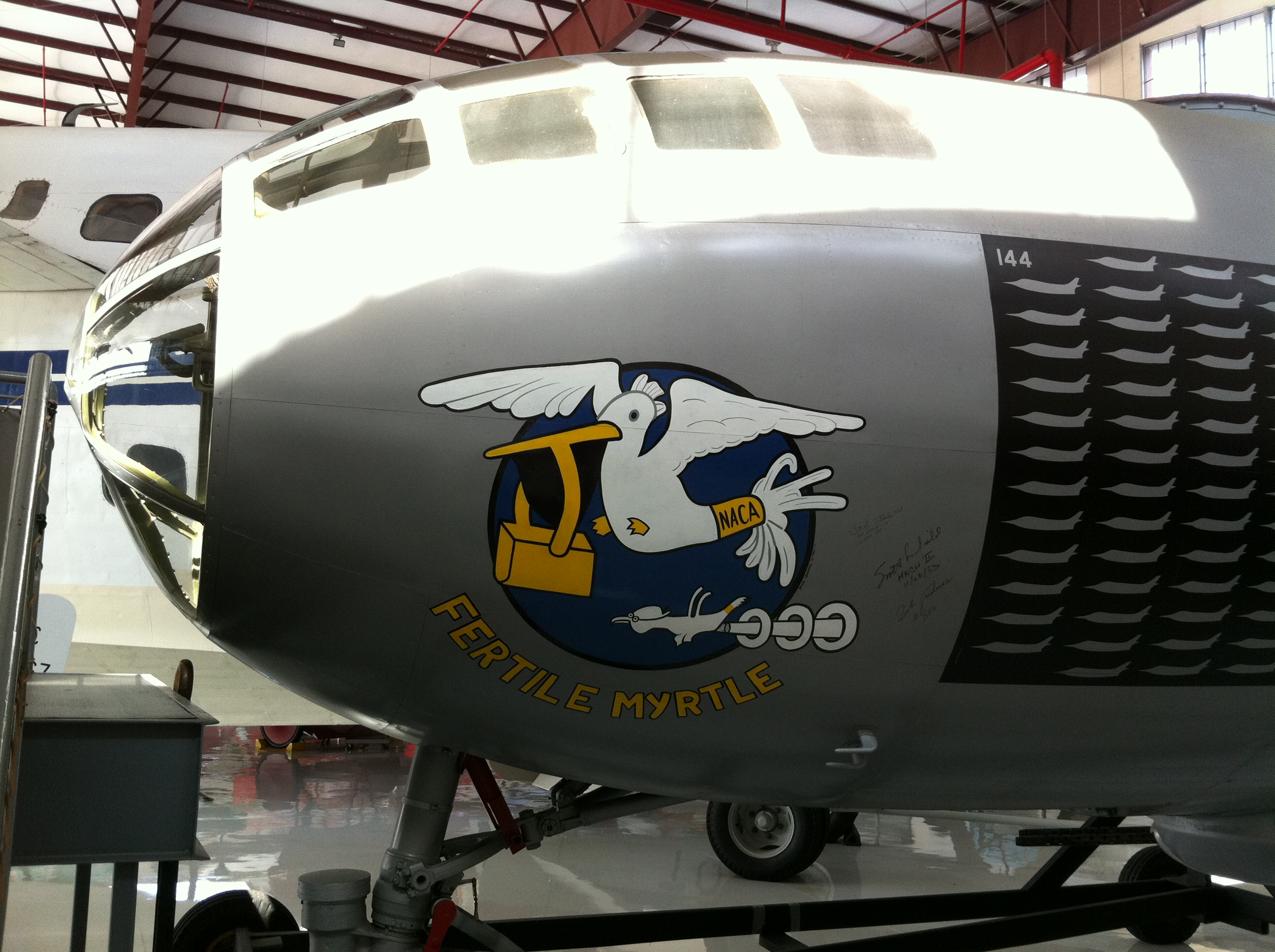
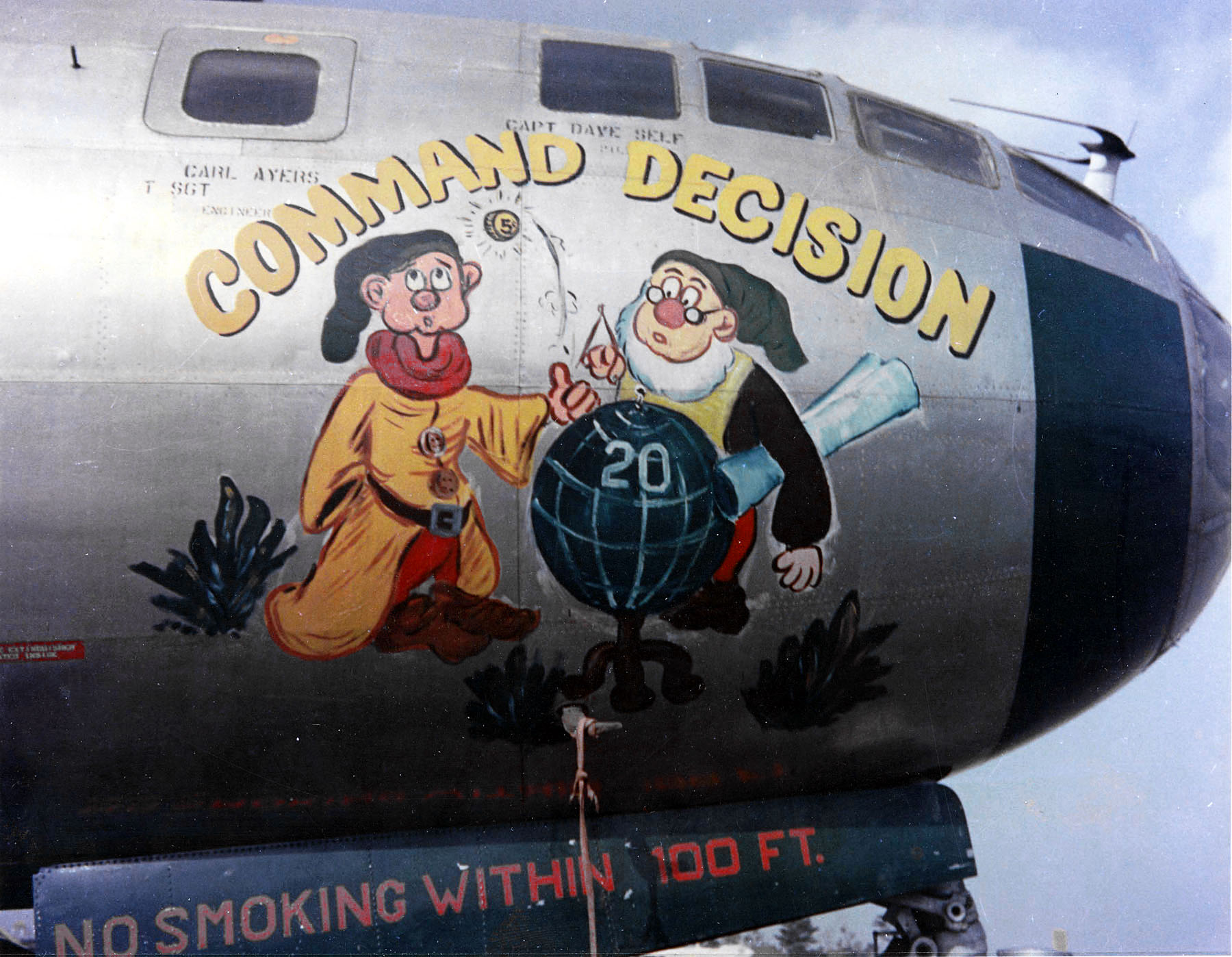
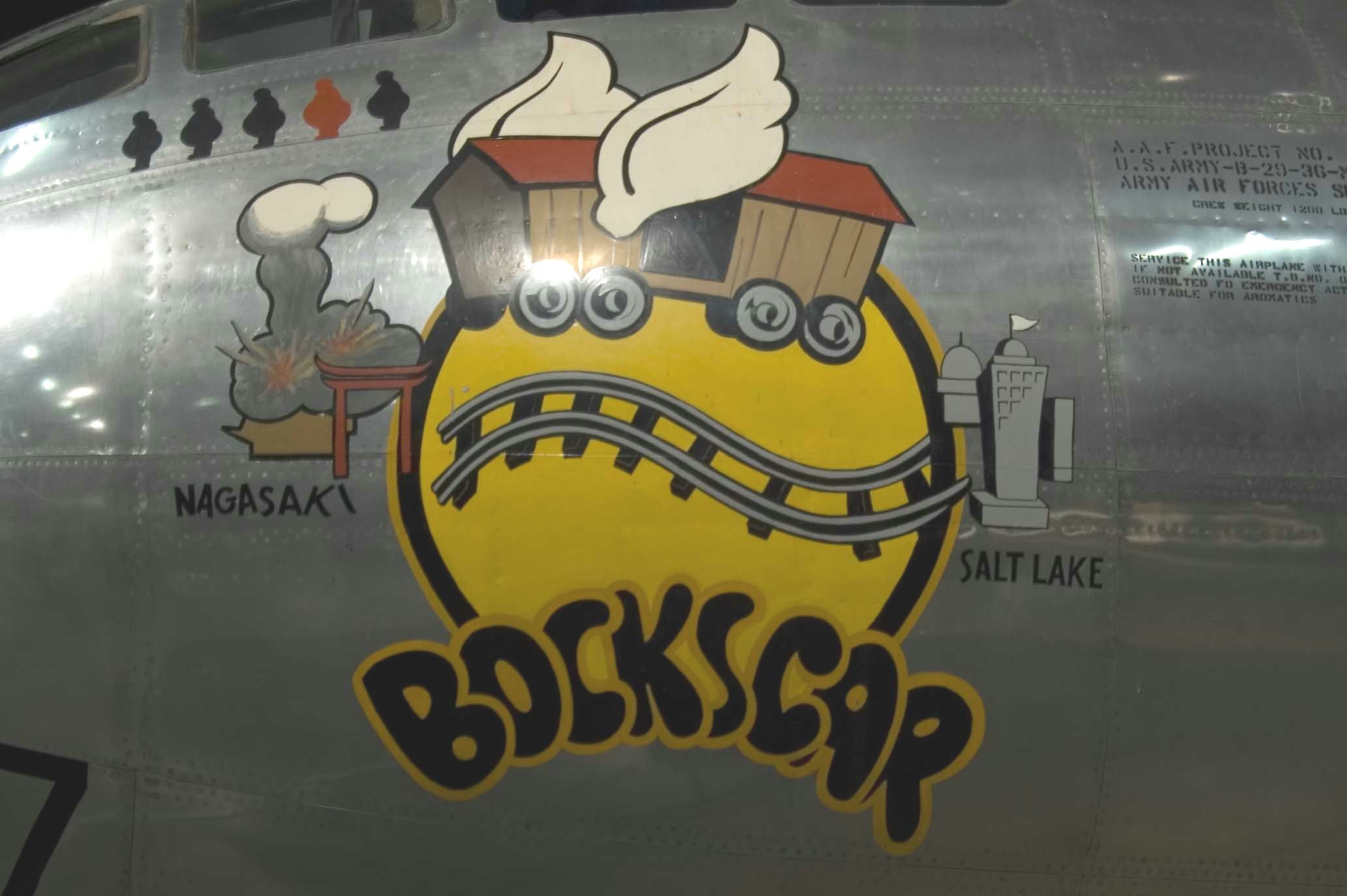
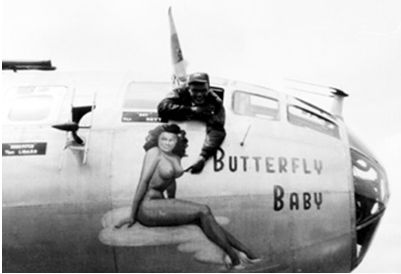
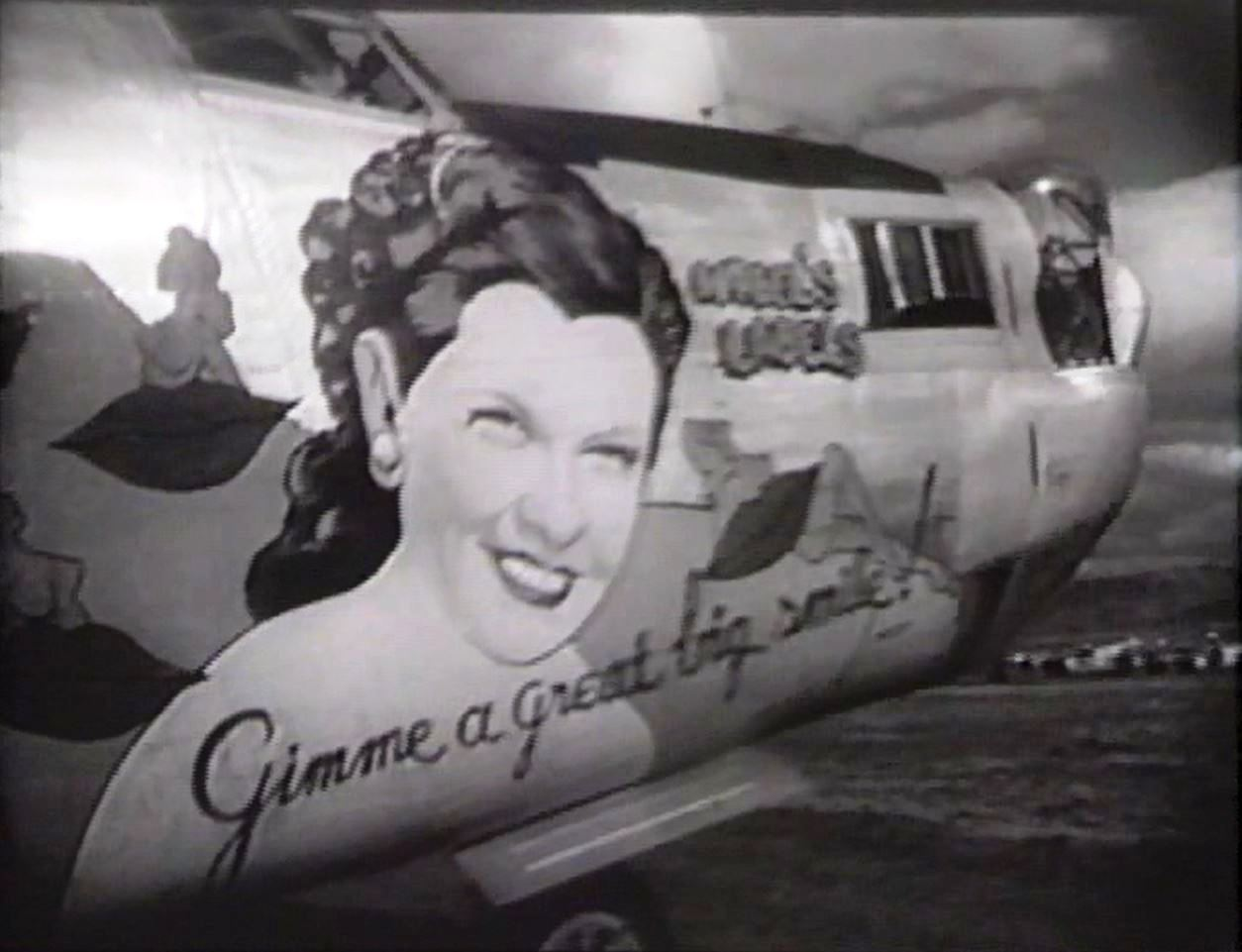
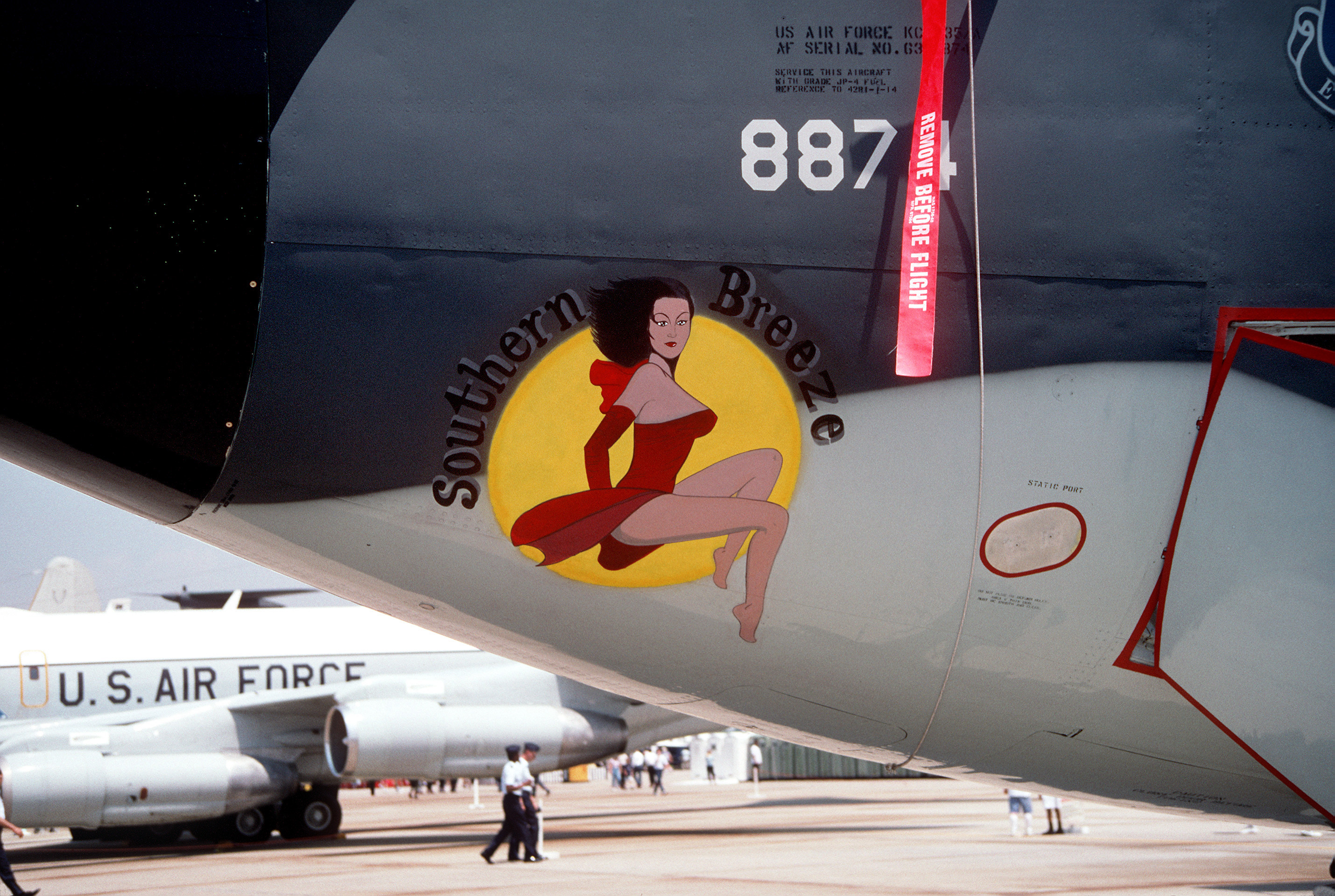
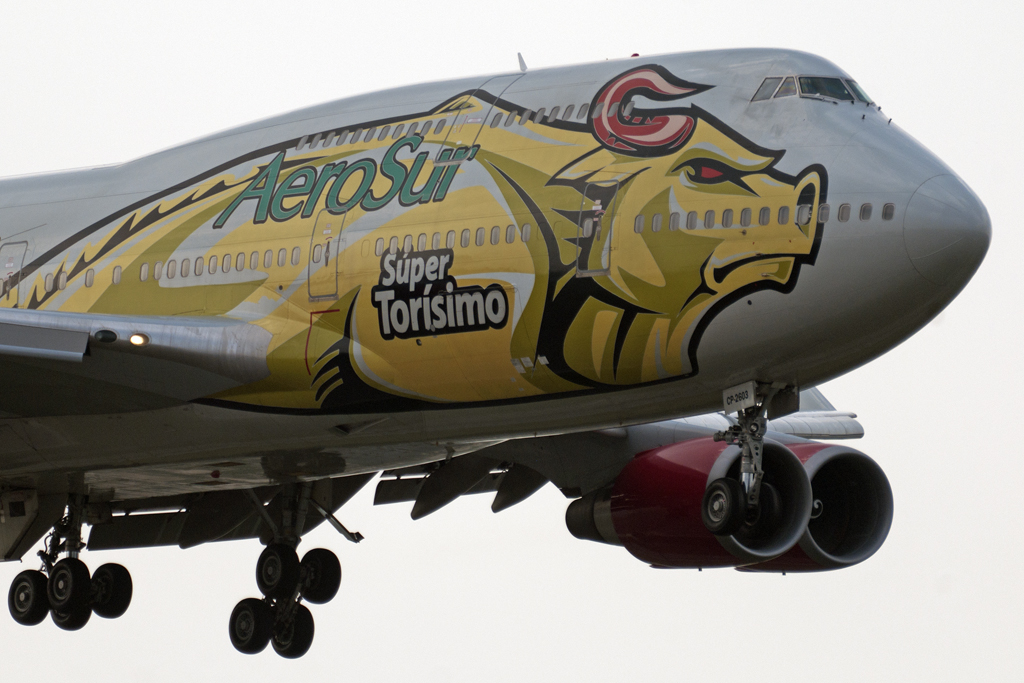
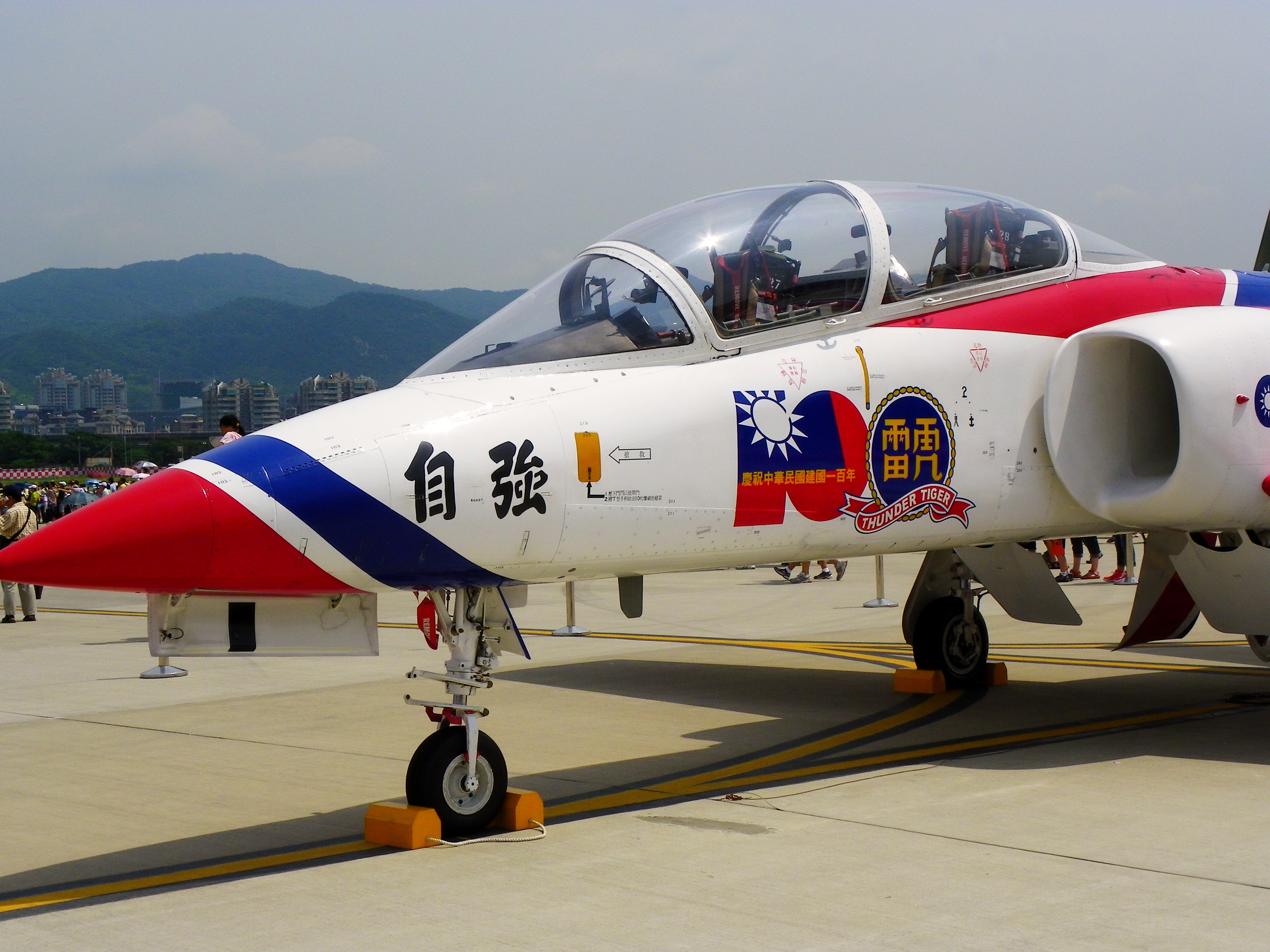
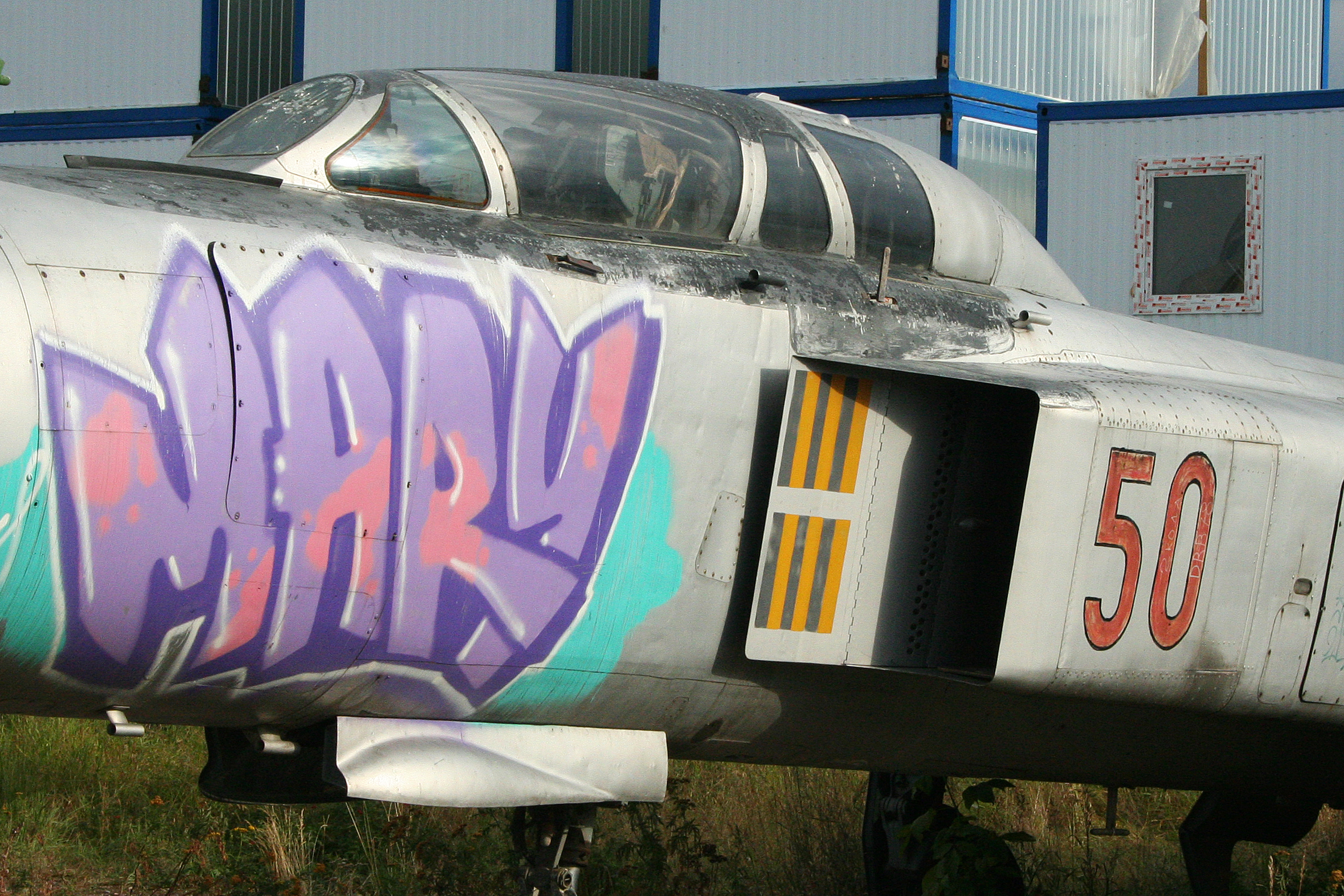
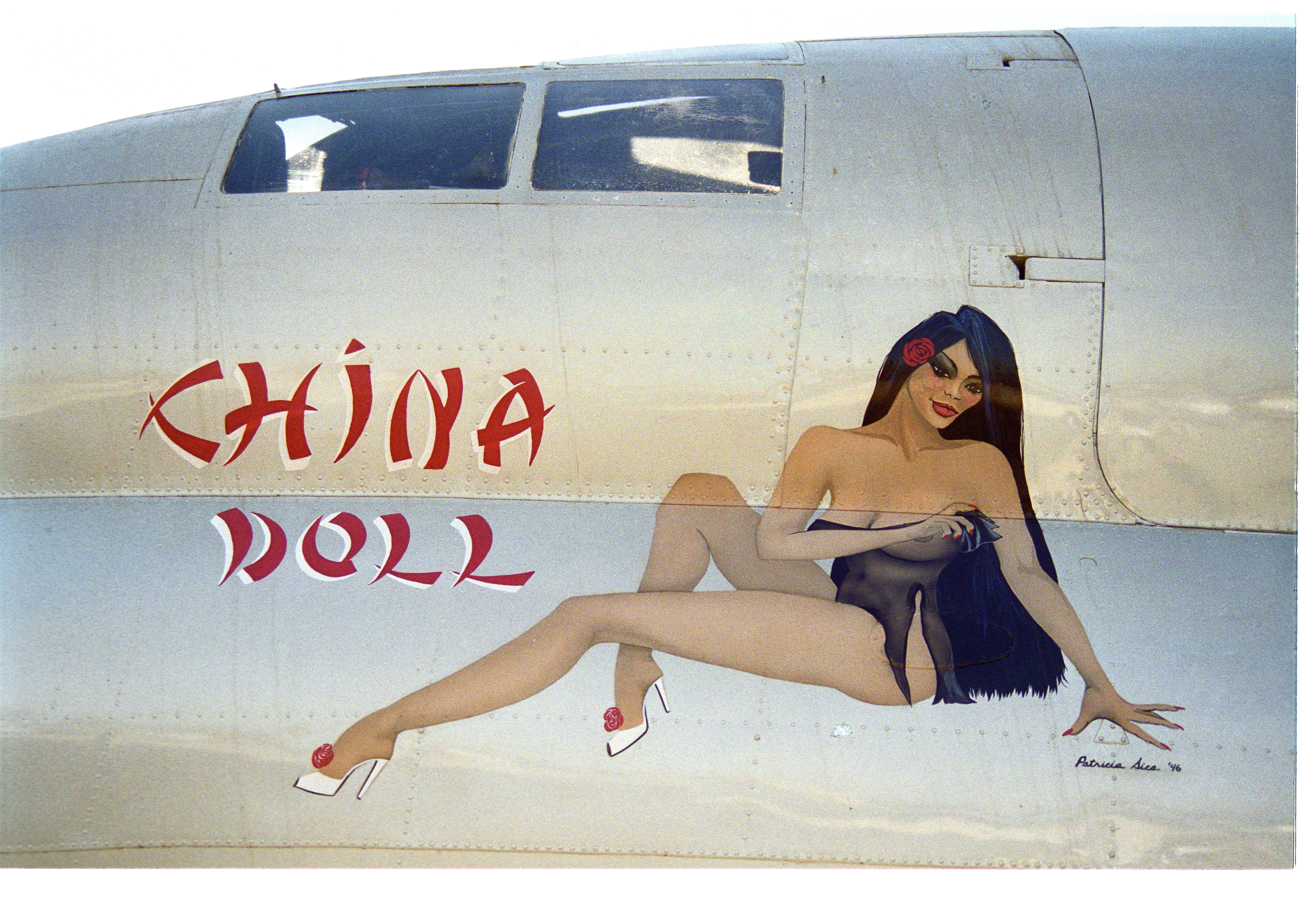
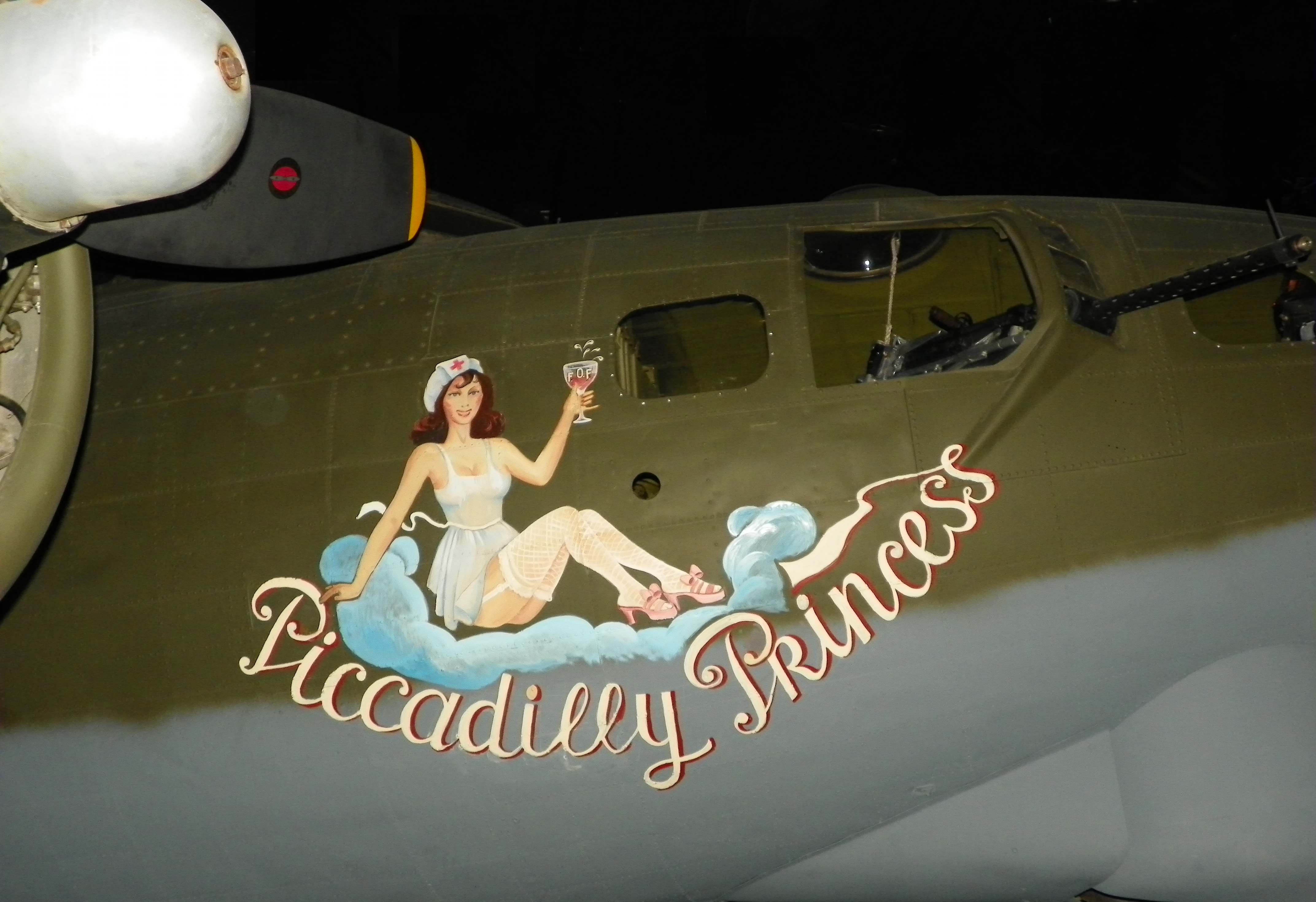
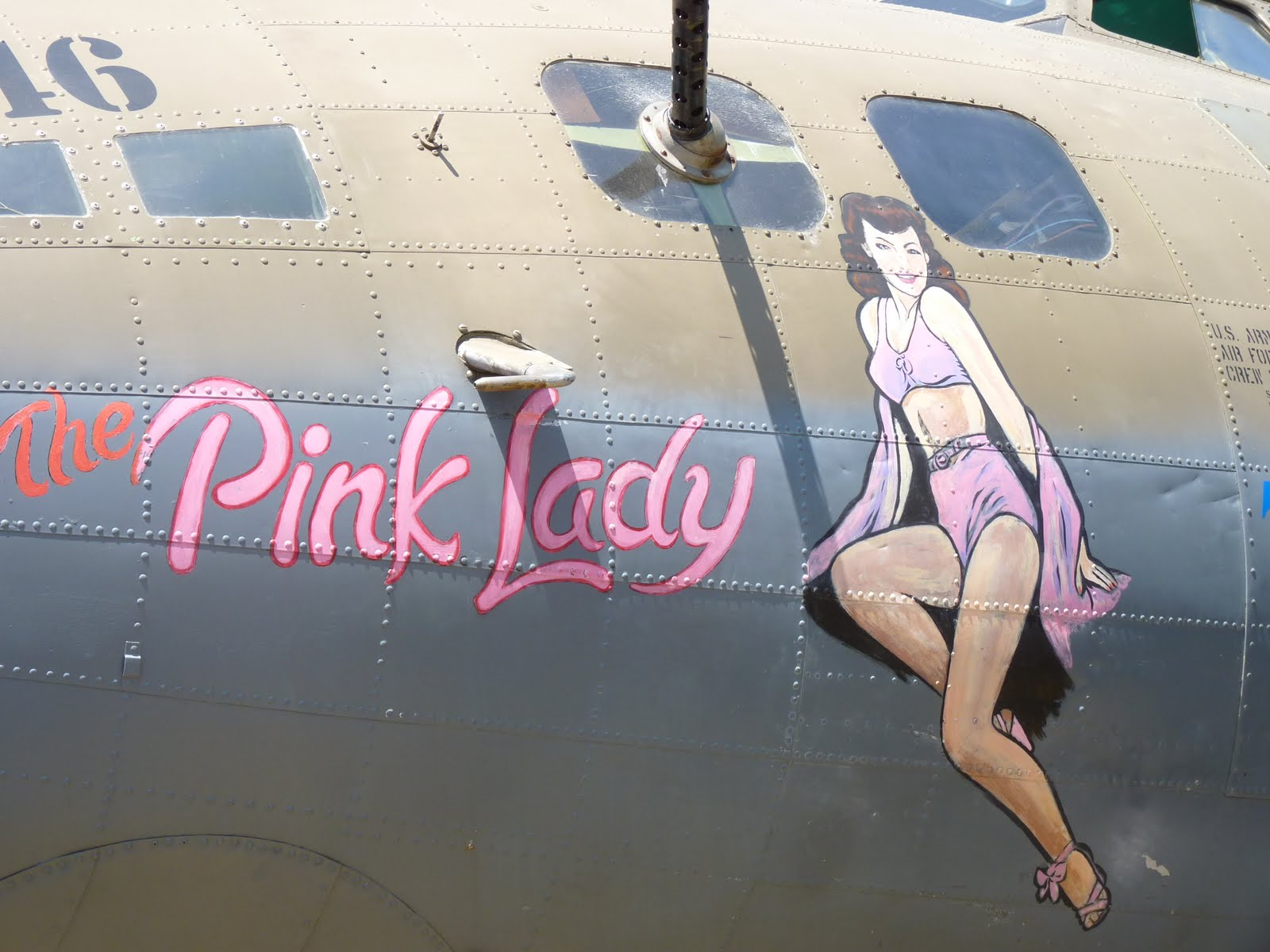
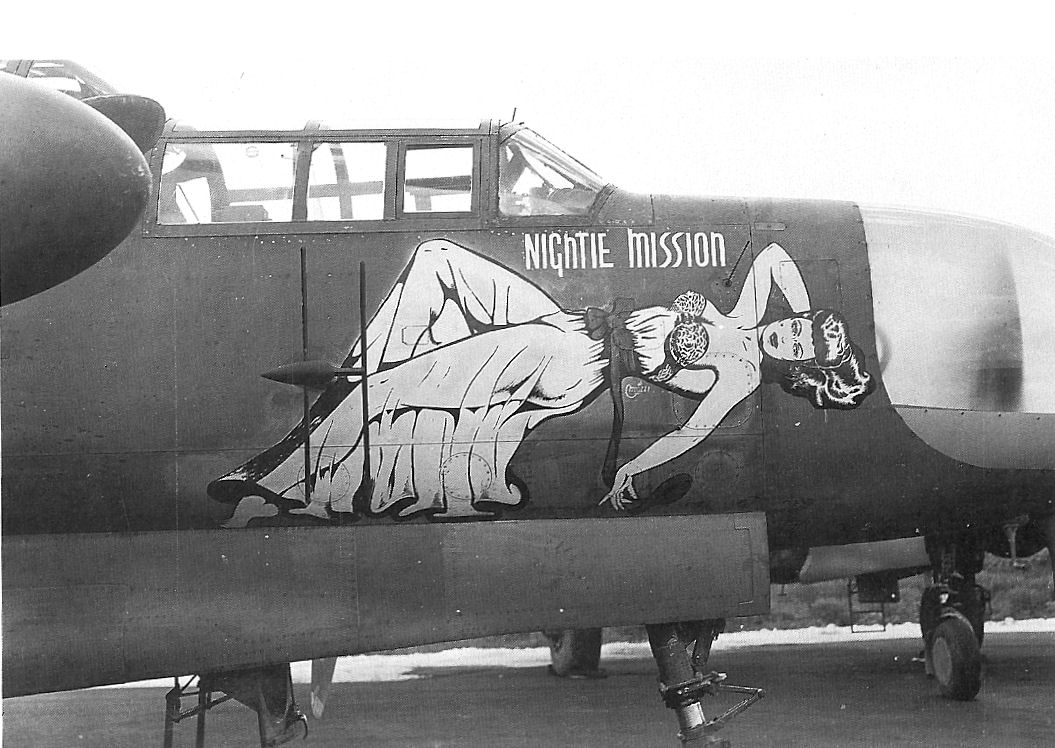
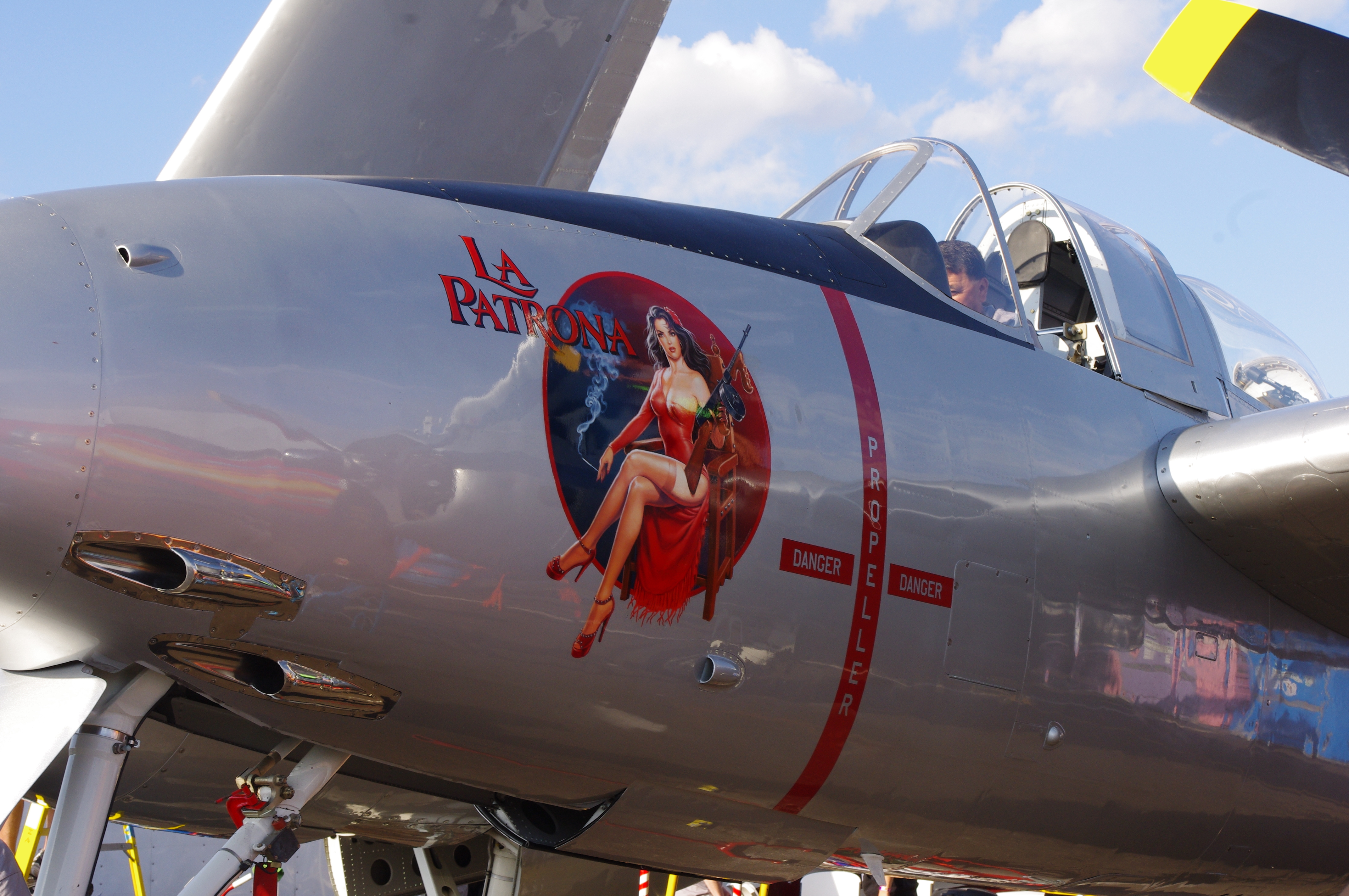
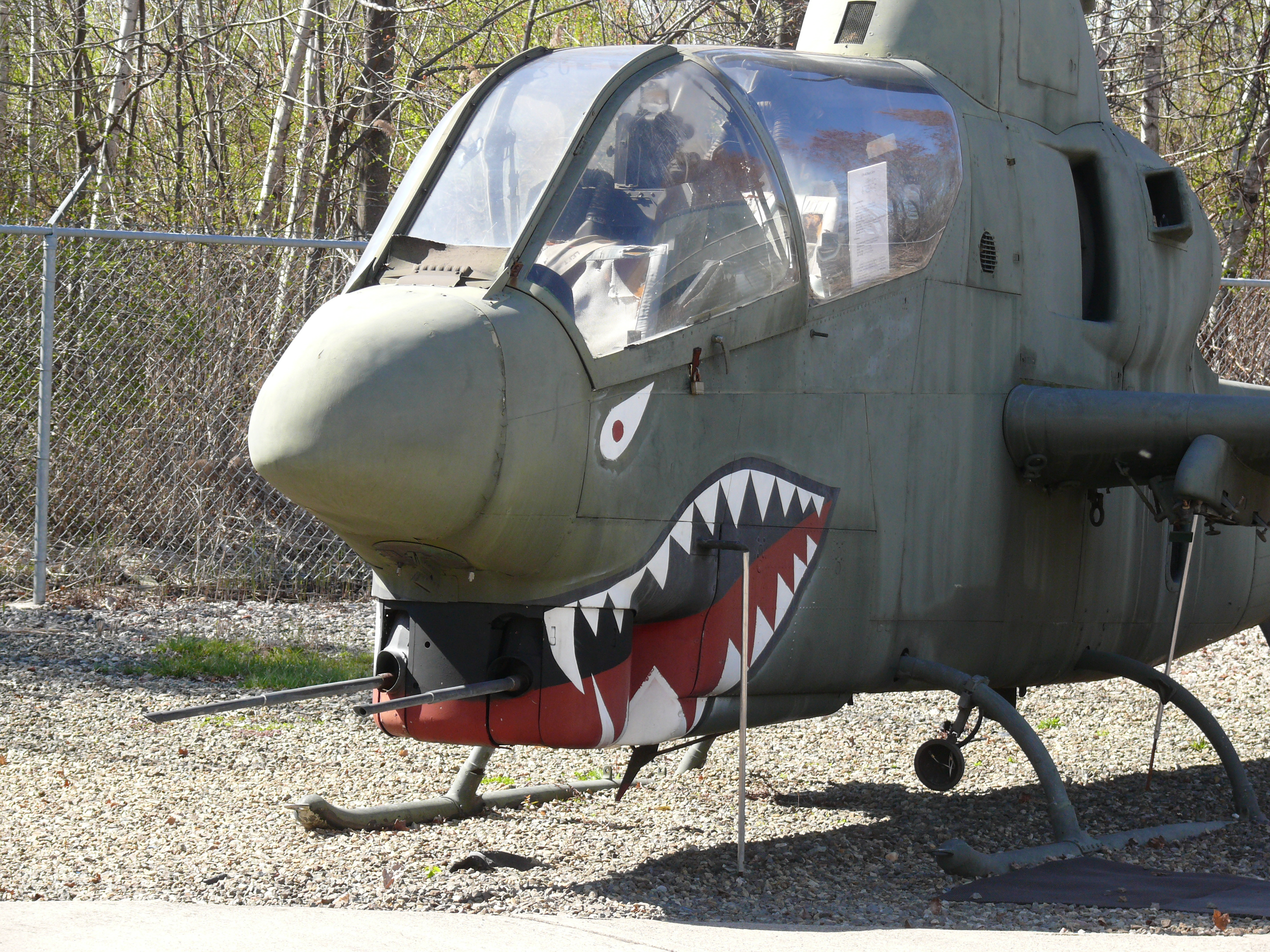
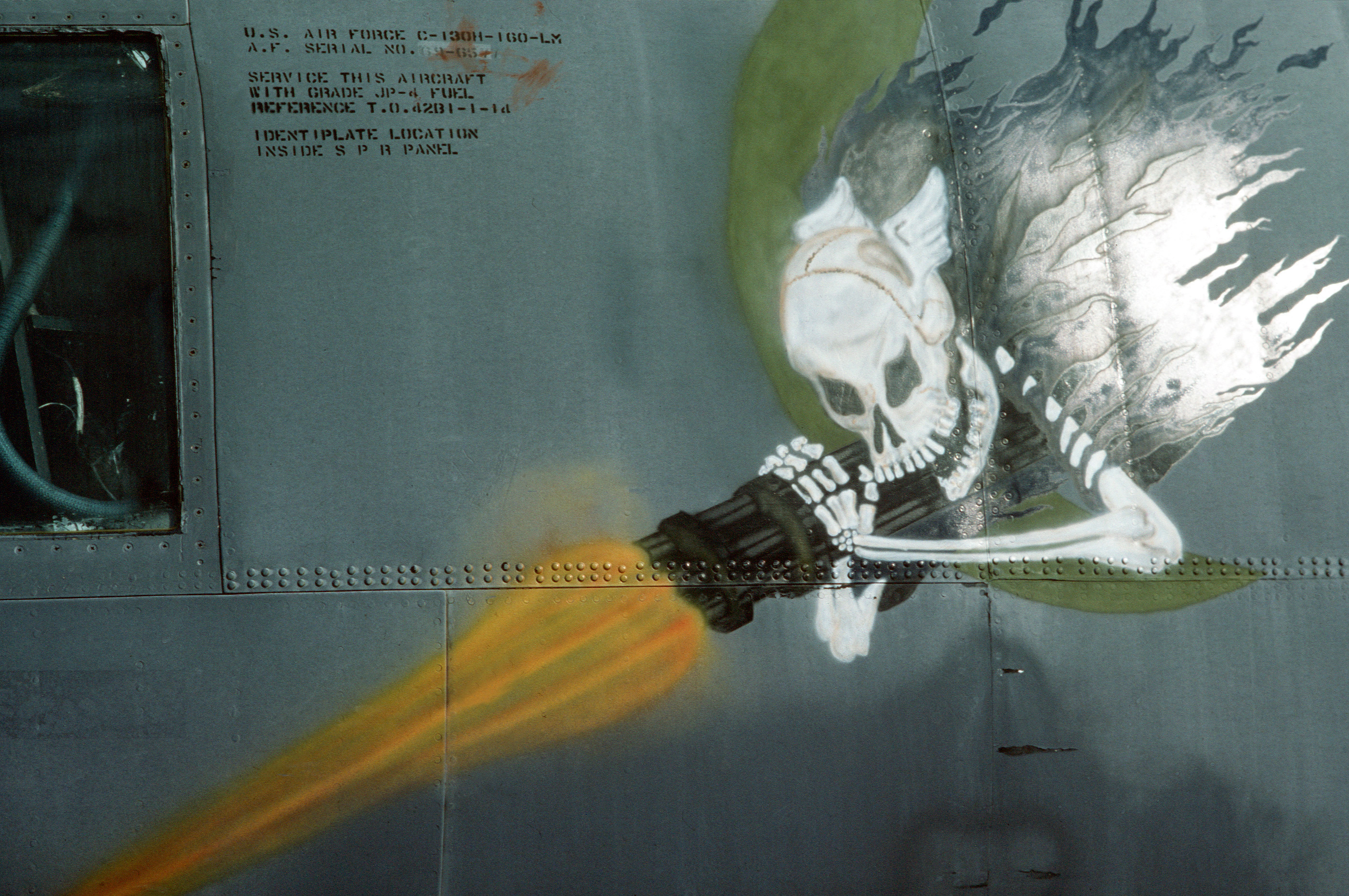
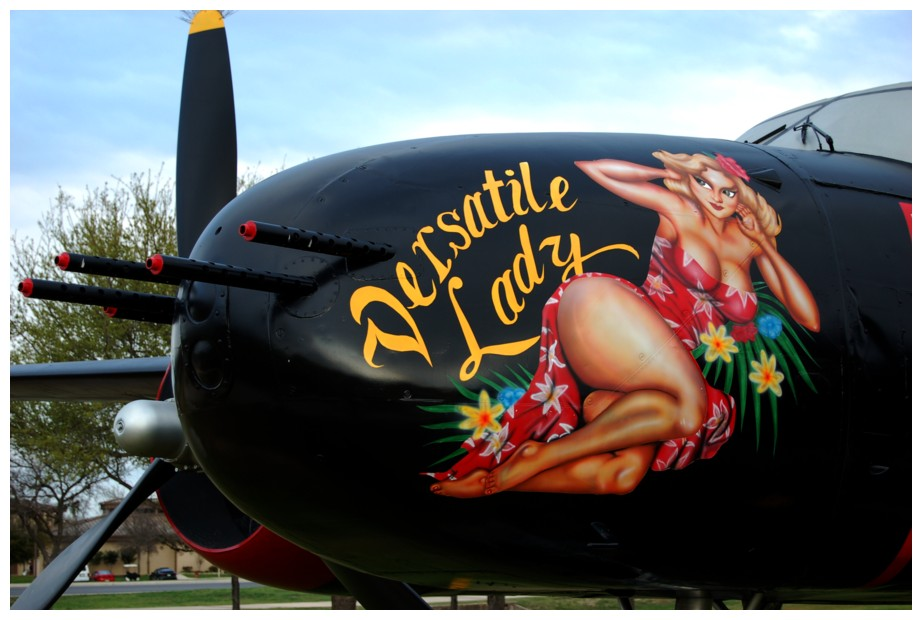
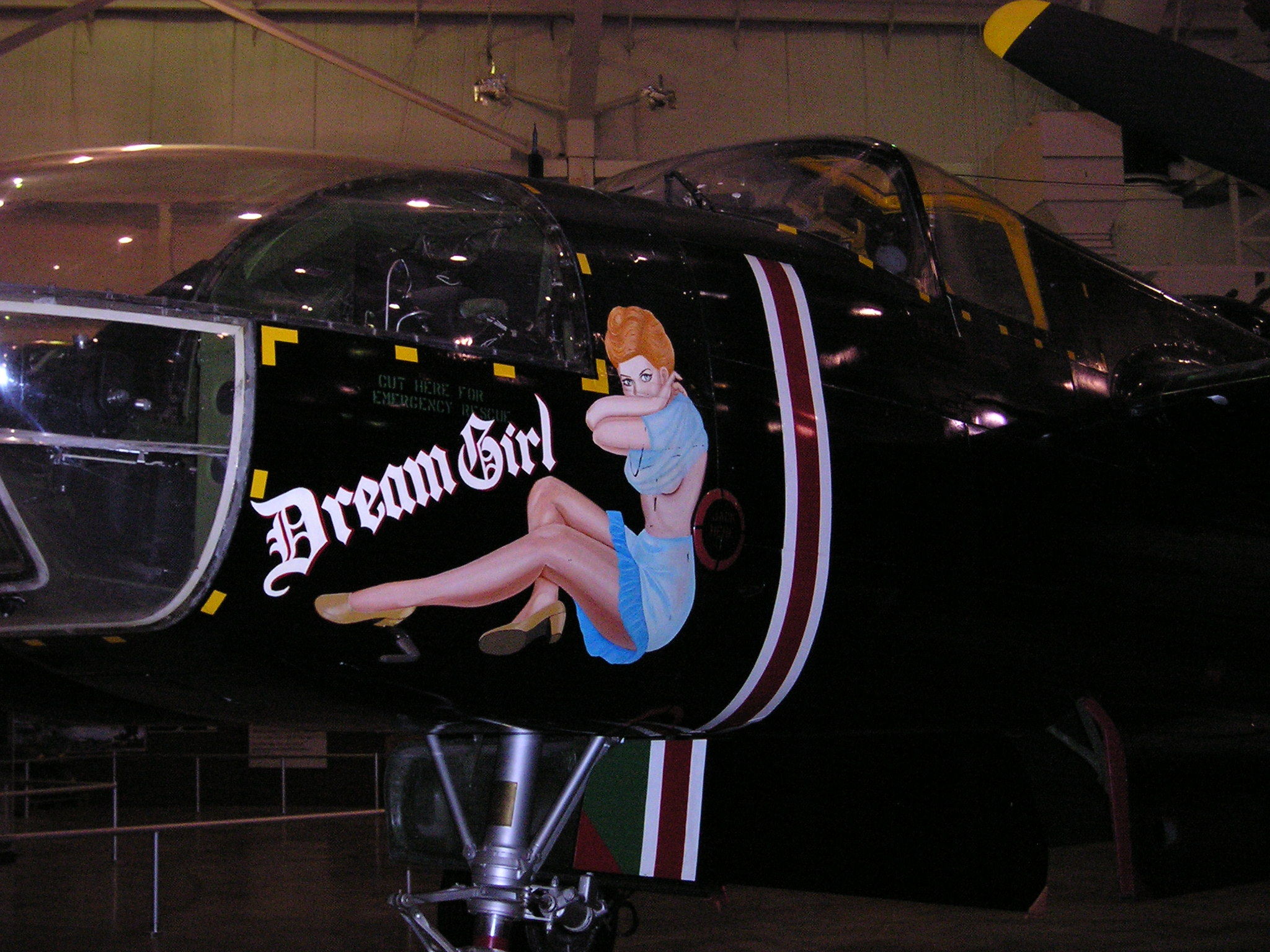
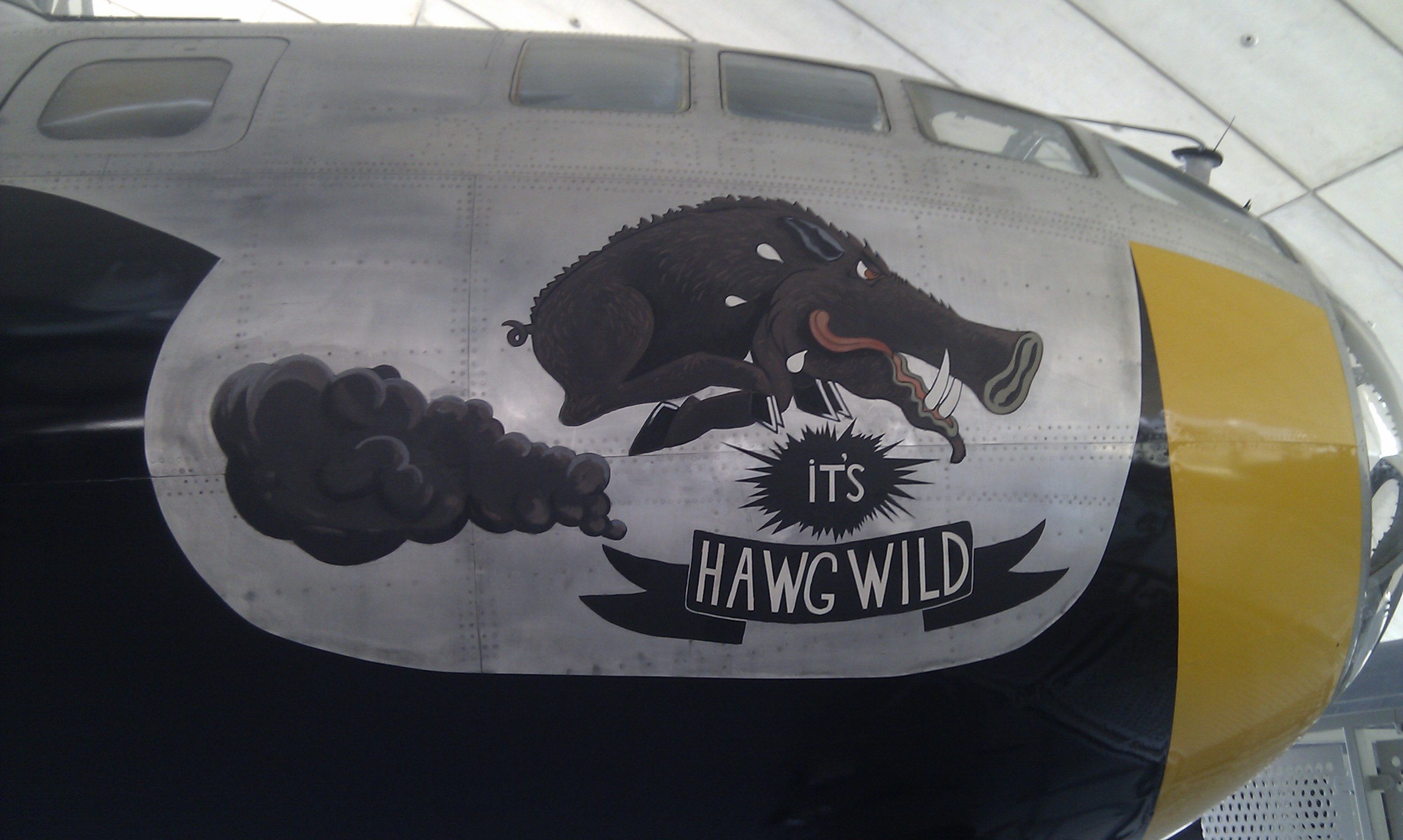
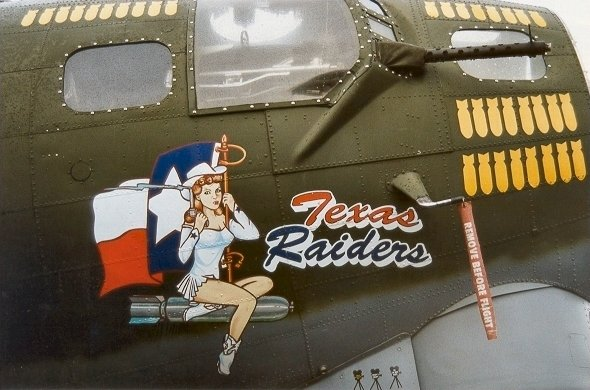
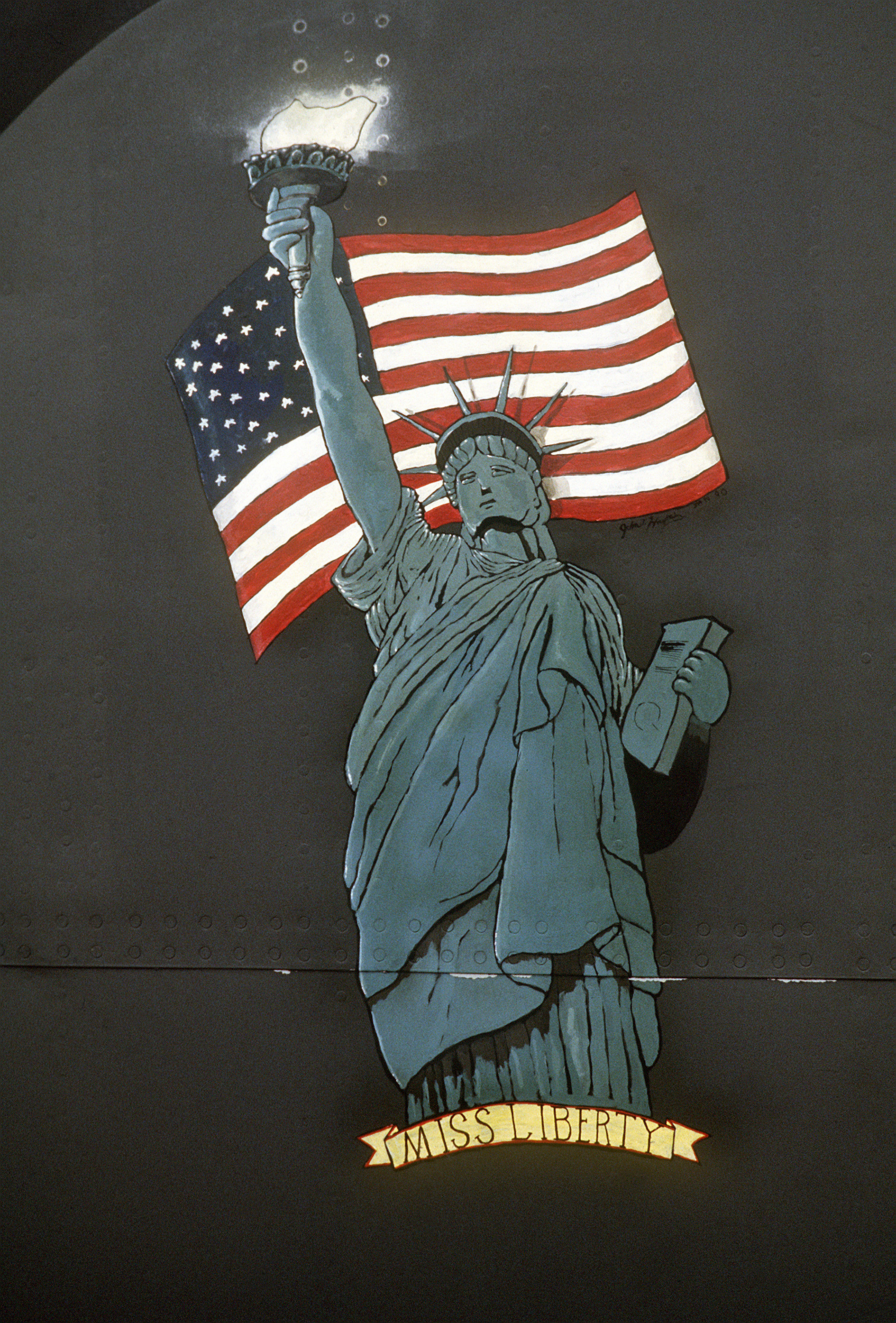
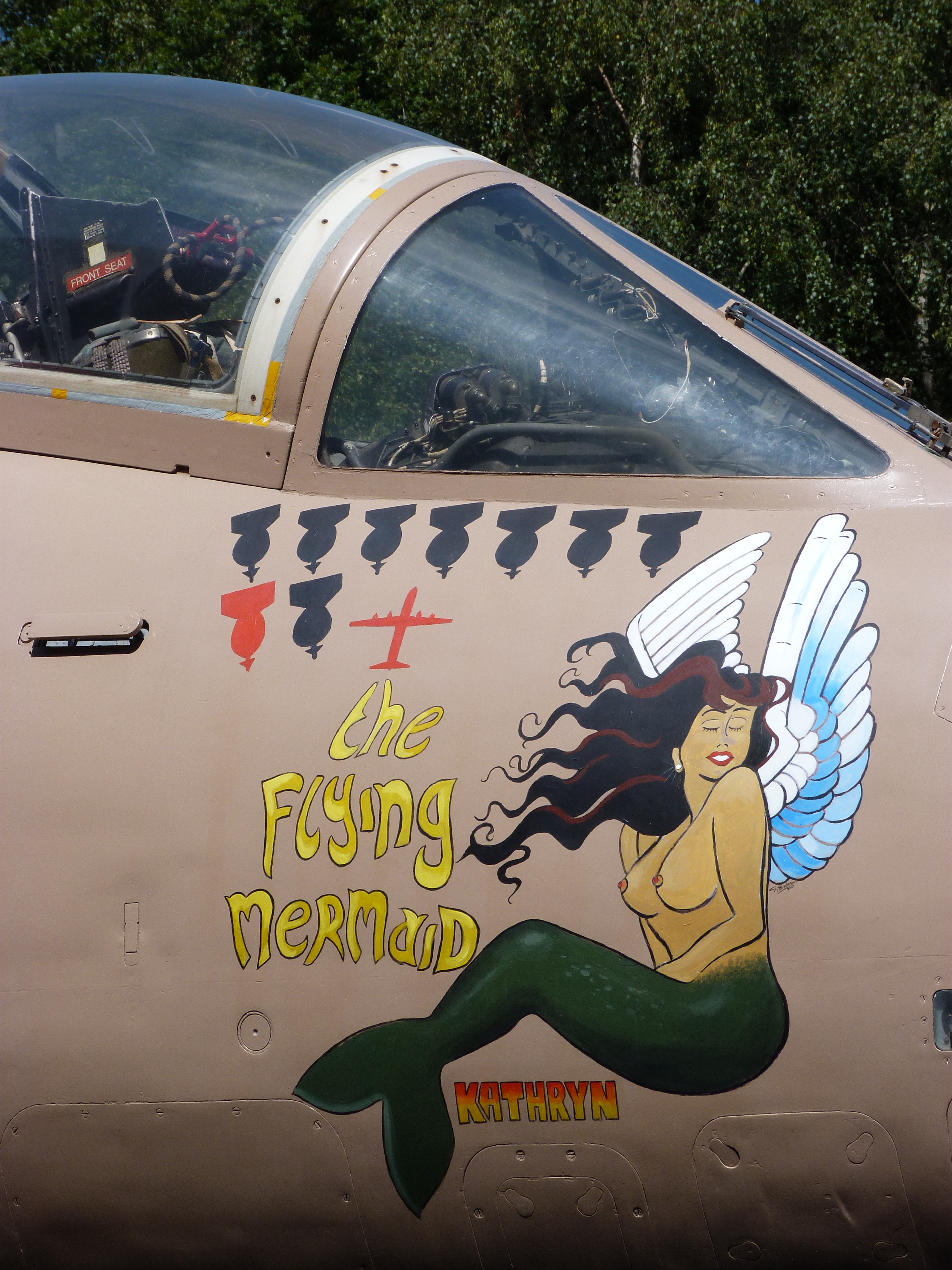
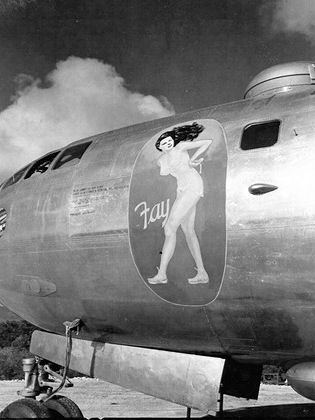
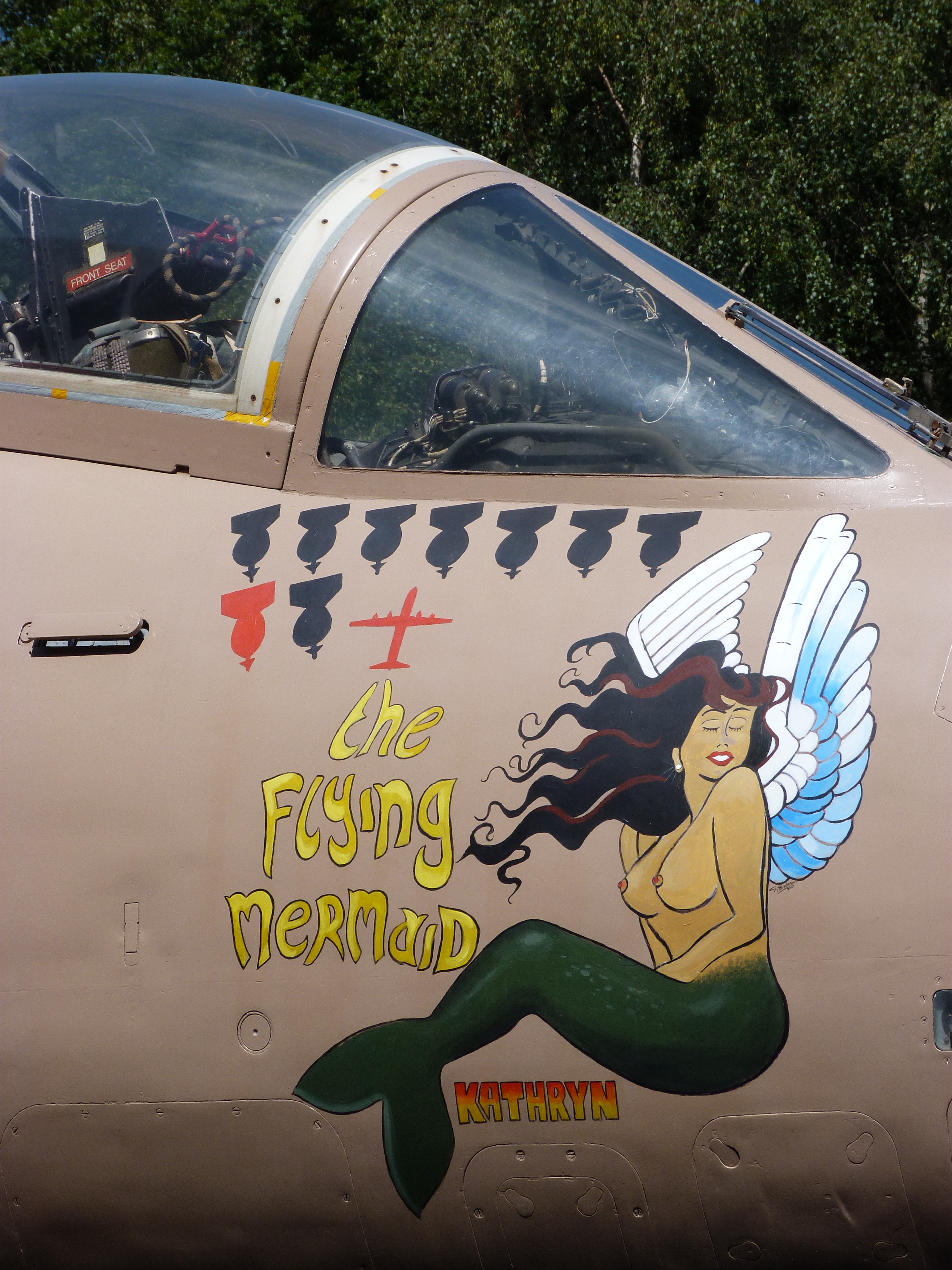
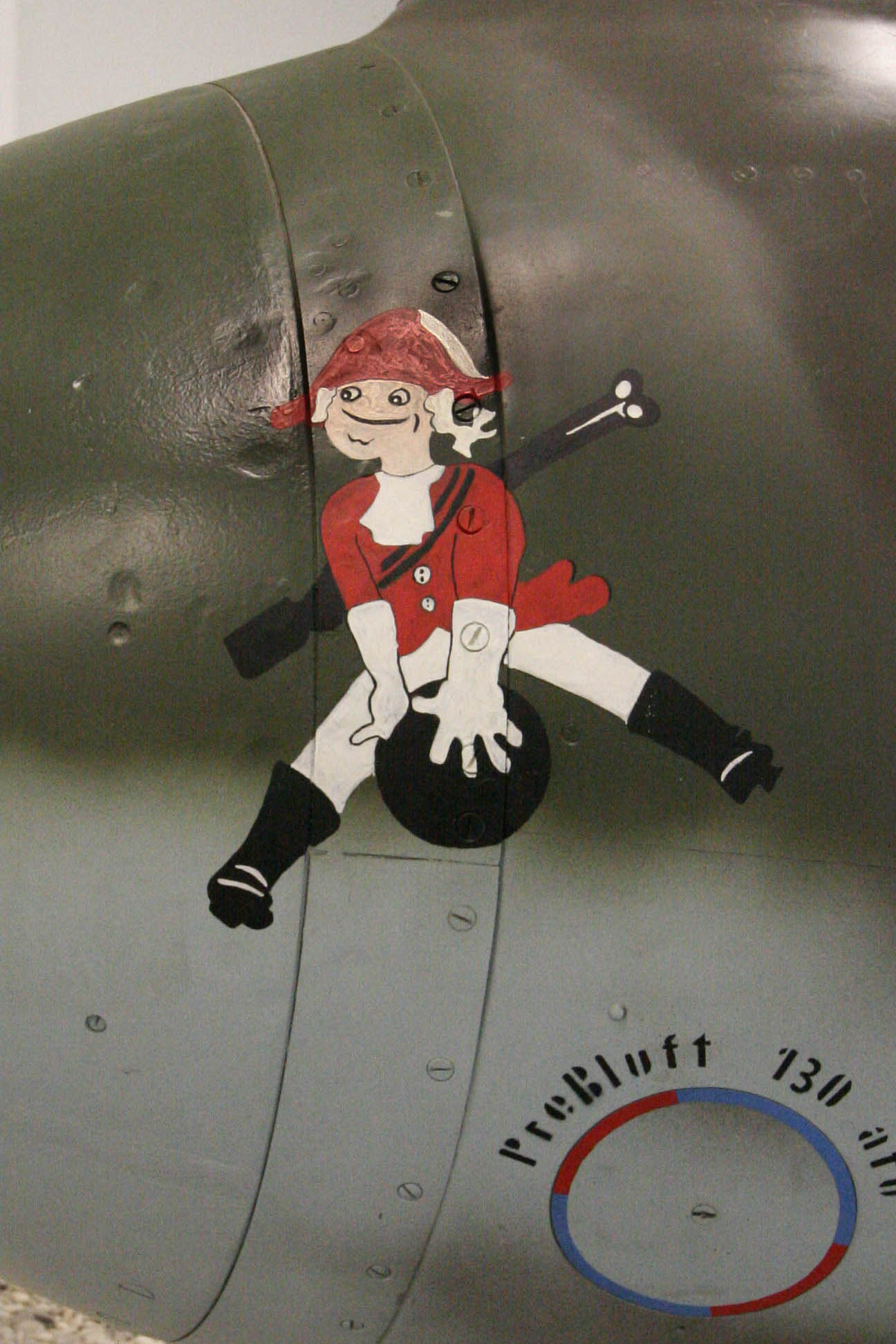
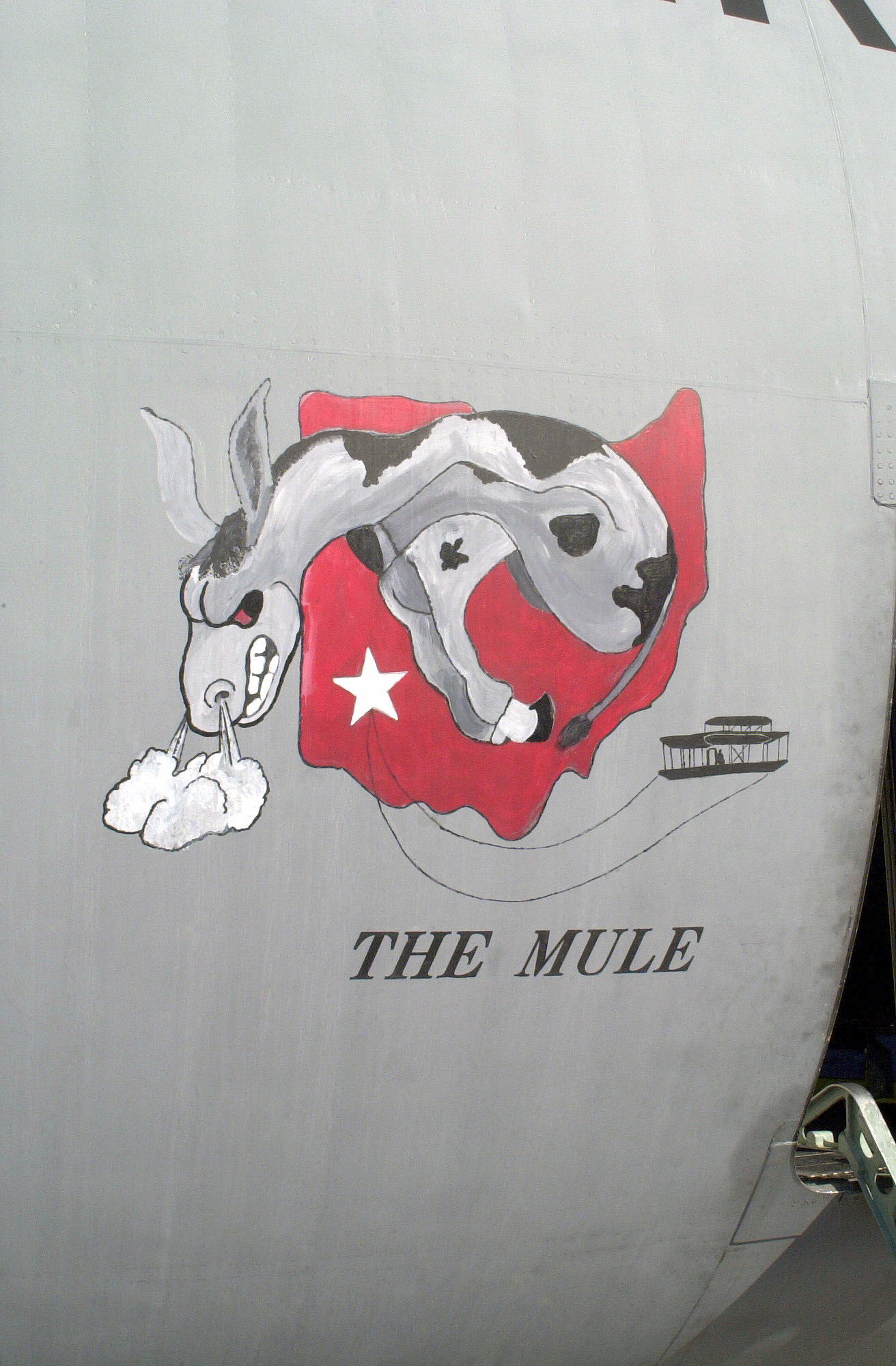
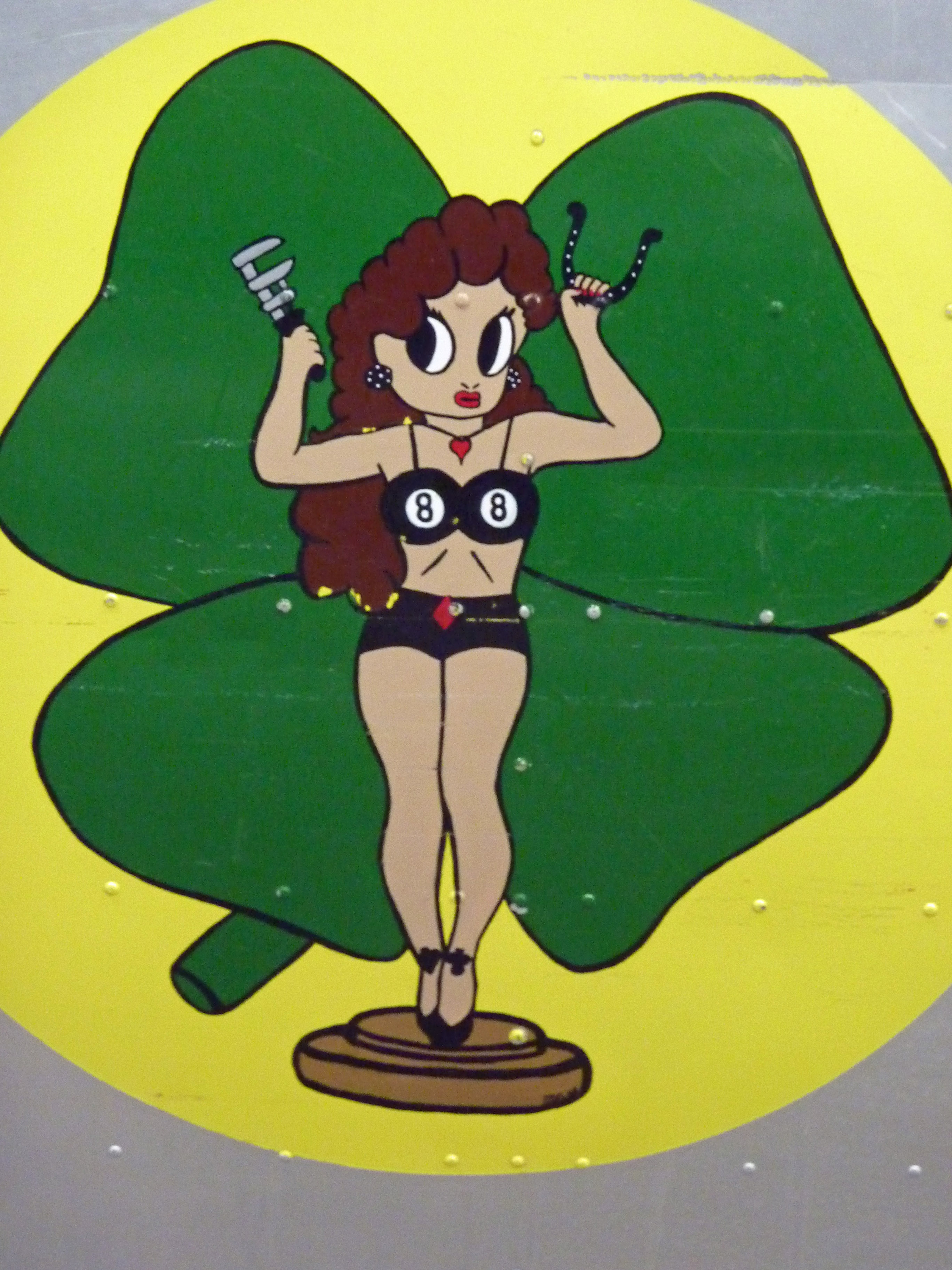